# Resistenza italiana

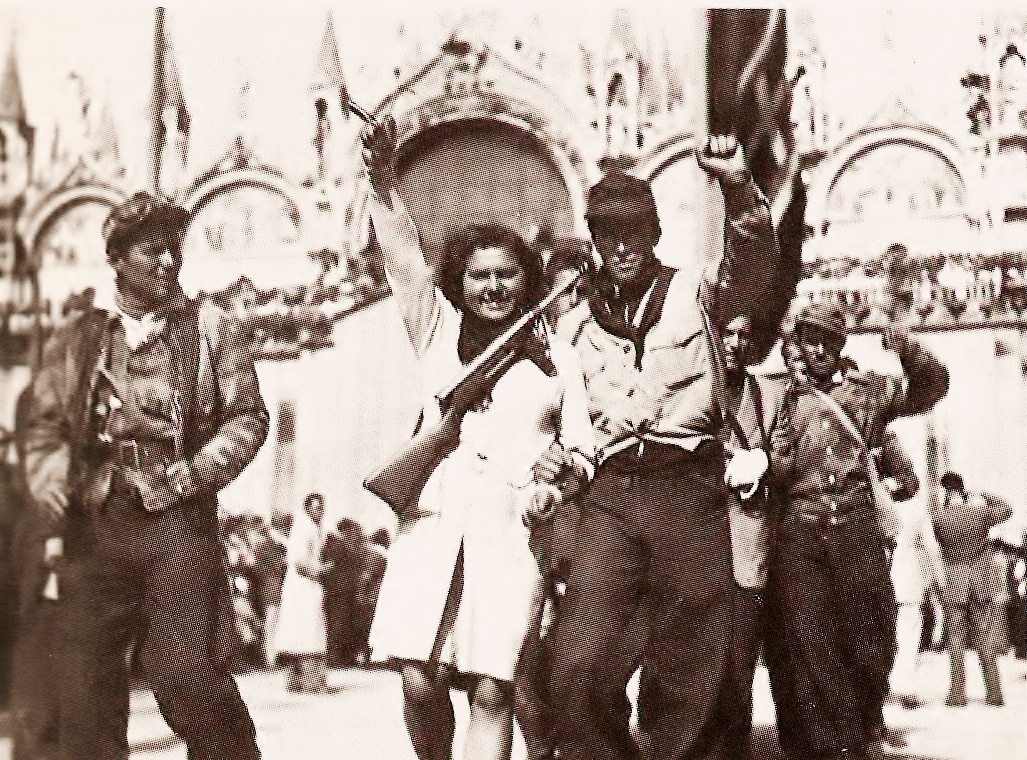
Partigiani garibaldini in piazza San Marco a Venezia nei giorni della liberazione.

La Resistenza italiana (anche detta Resistenza partigiana, o semplicemente Resistenza, oppure Secondo Risorgimento) fu l'insieme di movimenti politici e militari che in Italia, dopo l'armistizio di Cassibile, si opposero al nazifascismo nell'ambito della guerra di liberazione italiana.
Nella Resistenza vanno individuate le origini stesse della Repubblica Italiana: l'Assemblea Costituente fu in massima parte composta da esponenti dei partiti che avevano dato vita al Comitato di Liberazione Nazionale e che, a guerra finita, scrissero la Costituzione fondandola sulla sintesi tra le rispettive tradizioni politiche e ispirandola ai princìpi della democrazia e dell'antifascismo.
Il movimento della Resistenza – inquadrabile storicamente nel più ampio fenomeno europeo della resistenza all'occupazione nazifascista – fu caratterizzato in Italia dall'impegno unitario di molteplici e talora opposti orientamenti politici (comunisti, azionisti, monarchici, socialisti, democristiani, liberali, repubblicani, anarchici), in maggioranza riuniti nel Comitato di Liberazione Nazionale (CLN), i cui partiti componenti avrebbero più tardi costituito insieme i primi governi del dopoguerra.
Il periodo storico in cui il movimento fu attivo inizia dopo l'armistizio dell'8 settembre 1943 (il CLN fu fondato a Roma il 9 settembre) e termina nei primi giorni del maggio 1945, durando quindi venti mesi circa. La scelta di associarne la fine con il 25 aprile 1945 fa riferimento alla data dell'appello diramato dal CLNAI per l'insurrezione armata della città di Milano, sede del comando partigiano dell'Alta Italia. Alcuni storici evidenziano più aspetti contemporaneamente presenti all'interno del fenomeno della Resistenza: "guerra patriottica" e lotta di liberazione da un invasore straniero; insurrezione popolare spontanea; "guerra civile" tra antifascisti e fascisti, collaborazionisti con i tedeschi; "guerra di classe", con aspettative rivoluzionarie soprattutto in alcuni gruppi partigiani socialisti e comunisti.

## Premesse e radici della Resistenza

### L'antifascismo
L'antifascismo, valore condiviso dai partiti del comitato di liberazione nazionale, si sviluppò progressivamente dalla metà degli anni Venti, quando già esistevano deboli forme di opposizione al regime fascista, fino all'inizio della seconda guerra mondiale. Inoltre, nella memoria dei combattenti partigiani, specialmente quelli di ispirazione comunista e socialista, rimaneva vivo il ricordo del cosiddetto "biennio rosso" e delle violente lotte contro le squadre fasciste nel periodo 1919-1922, considerate da alcuni esponenti dei partiti di sinistra (tra cui lo stesso Palmiro Togliatti) una vera "guerra civile" in difesa delle classi popolari contro le forze reazionarie.
Dopo l'omicidio del deputato socialista Giacomo Matteotti (1924) e la decisa assunzione di responsabilità da parte di Mussolini, nel Regno d'Italia prese avvio il processo di totalitarizzazione dello Stato, che avrebbe dato luogo a un controllo sempre maggiore e a severe persecuzioni degli oppositori, a rischio di carcerazione e di confino.
Sul territorio del Regno d’Italia i primi gruppi di resistenza armata contro il regime fascista erano attivi già nel 1942. Si trattava di gruppi di resistenza organizzati da appartenenti alle comunità slovene e croate, che vivevano nei territori dell’Impero austro-ungarico che dopo la prima guerra mondiale erano state assegnate all’Italia. La ribellione era scaturita in seguito alla politica di assimilazione forzata attuata dal regime fascista nei confronti dei cosiddetti alloglotti (sloveni e croati). La politica di assimilazione veniva attuata con divieti di utilizzo delle lingue slave (lingua slovena e lingua croata), con l’italianizzazione d’ufficio dei cognomi di origine slava, la con lo scioglimento di organizzazioni economiche, con la soppressione delle associazioni culturali, sportive, sociali, e delle istituzioni finanziarie, e con iniziative atte a limitare l’uso delle lingue slave.
L'esistenza di tali gruppi di resistenza è documentata nel rapporto redatto in occasione della riunione di Benito Mussolini con gli alti comandi del Regio Esercito, tenutasi il 31 luglio 1942 a Gorizia.
Gli antifascisti si organizzarono quindi in clandestinità in Italia e all'estero, creando con grande difficoltà una rudimentale rete di collegamenti, che però non produsse risultati pratici di rilievo. Restarono frammentati in piccoli gruppi non coordinati, incapaci di attaccare o di minacciare il regime, se si esclude qualche attentato realizzato in particolare dagli anarchici. L'attività si limitava al versante ideologico: era copiosa la produzione di scritti, specie tra le comunità degli esuli antifascisti, che però non raggiungevano le masse e non influivano sull'opinione pubblica. Alcuni storici hanno anche sottolineato i possibili legami del movimento della Resistenza con la Guerra di Spagna, in particolare con persone che avevano militato nelle Brigate internazionali.
Solo la guerra e soprattutto l'andamento disastroso su tutti i fronti delle operazioni belliche e il progressivo distacco delle masse popolari dal regime (evidenziato anche dai grandi scioperi del 1943) condussero alla subitanea disgregazione dello Stato fascista dopo il 25 luglio, seguita, dopo i tormentati quarantacinque giorni del primo governo Badoglio, dall'armistizio di Cassibile dell'8 settembre 1943.
La catastrofe dello Stato nazionale e la rapida e aggressiva occupazione di gran parte dell'Italia da parte dell'esercito del Reich offrì alle forze politiche antifasciste, uscite dalla clandestinità, la possibilità di organizzare la lotta politico-militare contro l'occupante e contro il governo collaborazionista di Salò, subito costituito dalle autorità naziste intorno a Mussolini, liberato dalla prigionia sul Gran Sasso dai paracadutisti tedeschi, nonché contro i superstiti fascisti, decisi a riprendere la lotta a fianco della Germania e a vendicarsi dei "traditori" interni.

### L'opposizione di militari e civili all'occupazione nazista

L’Italia tra il settembre 1943 e il novembre 1944, con le varie zone di occupazione e i diversi fronti.

Subito dopo l'annuncio dell'armistizio di Cassibile i tedeschi attaccarono e disfecero le forze armate italiane nei teatri operativi all'estero e in gran parte dell'Italia; in alcuni territori vi fu una breve resistenza militare da parte di reparti del Regio Esercito, per ordine superiore, per iniziativa di ufficiali a capo di formazioni dislocate nei Balcani e in Egeo (come Inigo Campioni e Luigi Mascherpa, protagonisti delle battaglie di Rodi e Lero) o per scelta volontaria delle truppe (per esempio, la Divisione Acqui, distrutta nell'eccidio di Cefalonia). Ciò avvenne anche in collaborazione con formazioni partigiane locali, come nella Yugoslavia occupata o nella liberazione della Corsica. Da ricordare è anche la difesa di Porta San Paolo da parte di formazioni dell'esercito affiancate dalla popolazione civile a principio della resistenza romana.
Tali fatti sono la premessa della partecipazione militare alla Resistenza propriamente detta, la guerra partigiana. Molti soldati, sbandati per lo scioglimento delle loro unità e sfuggiti ai tedeschi, decisero di costituire gruppi partigiani per continuare la lotta contro la Germania nazista che aveva invaso e occupato la patria a cui avevano prestato giuramento; le più famose furono le Formazioni autonome militari - conosciute anche come "azzurri" o "partigiani badogliani" - cui si aggiunsero quelle capeggiate dagli ufficiali Enrico Martini ("comandante Lampus" o "Mauri"), e Piero Balbo ("comandante Nord"), il gruppo "Cinque Giornate" del colonnello Carlo Croce e l'Organizzazione Franchi, la struttura di sabotaggio e informazioni, strettamente legata ai servizi segreti britannici, costituita da Edgardo Sogno.
Della "resistenza dei militari", cioè del personale in uniforme "sottoposto alla giurisdizione militare", fece parte anche il Fronte Militare Clandestino della Resistenza (FCMR), composto da membri di esercito, carabinieri (banda "Caruso"), marina e aeronautica, strettamente legati alla monarchia. Formato dal colonnello Giuseppe Cordero Lanza di Montezemolo, dopo la sua cattura e uccisione alle Fosse Ardeatine operò sotto il comando di Quirino Armellini e Roberto Bencivenga. Venne più volte indebolito da numerosi arresti. Il fronte militare clandestino fu un'organizzazione conservatrice, spesso in polemica con altre formazioni della Resistenza; tuttavia giocò un ruolo importante nel rifornire di armi, esplosivi e informazioni i Gruppi di Azione Patriottica.
Nelle zone dell'Italia libere, come la Sardegna, la Puglia e la Calabria, fu invece attuata anche una opposizione armata da reparti organizzati che confluiranno poi nell'Esercito Cobelligerante Italiano e parteciperanno alla guerra di liberazione italiana assieme alla Regia Marina e ai reparti della Regia Aeronautica che erano riusciti a raggiungere le aree controllate dagli Alleati.
Infine, artefici di un altro tipo di resistenza all'occupante tedesco e al governo collaborazionista di Salò furono i soldati italiani catturati dopo l'8 settembre e il collasso delle unità dell'esercito; su circa 800.000 prigionieri, solo 186.000 decisero di aderire al nuovo governo fascista per venire impiegati in prevalenza come ausiliari non combattenti, mentre oltre 600.000 soldati rifiutarono e vennero internati in Germania dove, con la denominazione di IMI, furono ridotti alla condizione di lavoratori servili sottoposti a un duro trattamento, che spesso subivano privazioni e violenze.

## Nascita e sviluppo del movimento
(Arrigo Boldrini)

### Creazione dei Comitati di Liberazione Nazionale

Bandiera del CLN

Poche ore dopo la comunicazione radiofonica del maresciallo Badoglio e a battaglia già in corso, alle 16:30 del 9 settembre 1943, in via Carlo Poma a Roma sei esponenti politici dei partiti antifascisti, usciti dalla clandestinità a seguito del crollo del regime, si riunirono e costituirono il Comitato di Liberazione Nazionale (CLN), struttura politico-militare che avrebbe caratterizzato la Resistenza italiana contro l'occupazione tedesca e le forze collaborazioniste fasciste della Repubblica di Salò per tutto il periodo della guerra di liberazione.
I sei erano Pietro Nenni per il PSIUP, Giorgio Amendola per il PCI, Ugo La Malfa per il Partito d'Azione, Alcide De Gasperi per la Democrazia Cristiana, Meuccio Ruini per Democrazia del Lavoro e Alessandro Casati per i liberali. L'indomani mattina Nenni ebbe un contatto telefonico con altri esponenti politici a Milano e il 12 settembre si recò nel capoluogo lombardo dove, nonostante il rifiuto di Ferruccio Parri di assumere subito la guida delle formazioni antifasciste, venne costituito un altro comitato, chiamato "Comitato di Liberazione Nazionale Alta Italia" (CLNAI), che più tardi avrebbe coordinato la guerra partigiana al nord.
Nei giorni seguenti si moltiplicarono i comitati di liberazione locali per organizzare la lotta armata nelle regioni occupate dai tedeschi: a Torino, a Genova, a Padova sotto la direzione di Concetto Marchesi, Silvio Trentin ed Egidio Meneghetti, a Firenze con Piero Calamandrei, Giorgio La Pira e Adone Zoli. Entro l'11 settembre la struttura dei CLN era costituita e i comitati passarono rapidamente alla lotta armata e alla clandestinità di fronte al rafforzarsi del potere politico militare delle forze tedesche e del nuovo Stato repubblicano fascista. Il 15 settembre i primi capi delle formazioni partigiane organizzate in montagna (Ettore Tibaldi, Vincenzo Moscatelli) e i rappresentanti dei CLN (Mario e Corrado Bonfantini, Aldo Berrini, l'avvocato Menotti e Gaspare Pajetta) si incontrarono ad Arona per discutere i dettagli organizzativi e le strutture di comando.
Lo storico Paolo Spriano illustra tre caratteristiche fondamentali della Resistenza italiana presenti fin dal suo inizio e rimaste come elementi caratterizzanti per gran parte della sua storia. In primo luogo, il movimento si formò e crebbe partendo praticamente dal nulla in una situazione politico-militare estremamente critica; in secondo luogo, le circostanze del crollo del fascismo, scaturito da un'azione autonoma di ristrette autorità di potere compromesse con il regime e senza una reale partecipazione popolare, insieme al drammatico dissolvimento dello Stato dopo l'8 settembre, indussero gran parte del movimento resistenziale a rifiutare ogni compromesso con le forze conservatrici raccolte intorno al re e al maresciallo Badoglio. Infine l'assenza, nel momento della costituzione, di un reale riconoscimento da parte alleata della Resistenza italiana e di conseguenza di una sua rappresentatività nelle strutture di comando alleate, a differenza di altri movimenti di resistenza europei. Secondo le parole di Spriano: "le capitali della Resistenza non saranno né Algeri, né Londra, né Mosca, né Brindisi o Salerno, ma la macchia e le città della guerriglia e della cospirazione clandestina".

### Le formazioni partigiane

Bandiera delle Brigate Garibaldi (1943-1945)

Vincenzo Moscatelli "Cino", commissario politico delle Brigate Garibaldi della zona libera della Valsesia.

In realtà, mentre si costituivano i comitati di liberazione nelle varie città in cui si estendeva rapidamente l'occupazione tedesca, i primi gruppi di ribelli erano già in fase di organizzazione spontanea nelle regioni più impervie dell'Italia settentrionale e centrale, con collegamenti minimi con le strutture clandestine politiche cittadine a causa della confusione generale seguita all'8 settembre e al totale fallimento delle gerarchie del Regio Esercito: in molti casi gli ufficiali rifiutarono di mettersi al comando di civili e soldati disponibili ad attaccare i tedeschi e si arresero con i loro comandi senza combattere.
I primi raggruppamenti si costituirono nelle Prealpi e nel Preappennino per facilitare gli approvvigionamenti dalla pianura e per poter disporre di aree arretrate di sicurezza in alta montagna. Organizzati e comandati in un primo momento da giovani ufficiali inferiori e sottufficiali dell'esercito in dissoluzione, questi primi gruppi, composti da poche decine di elementi, vennero rafforzati dai primi capi politici che salirono in montagna per prendere parte alla lotta e organizzarla. Nel tempo, peraltro, si assisterà a una progressiva politicizzazione di molti ufficiali inferiori dell'esercito e a una militarizzazione dei capi politici comunisti e azionisti, sempre più concentrati sull'organizzazione tecnica e sull'efficienza della guerra partigiana contro i nazifascisti.

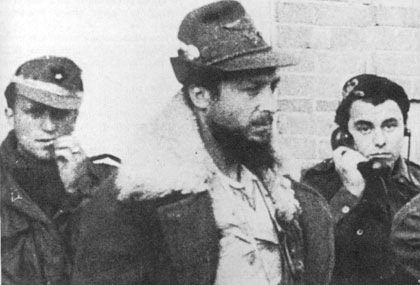
Il maggiore degli Alpini Enrico Martini "Mauri", comandante delle formazioni autonome delle Langhe e Monferrato.

Le motivazioni dei primi gruppi di partigiani, calcolati alla metà di settembre in appena 1 500 uomini, furono complesse e legate principalmente all'odio verso i tedeschi e il fascismo, al rifiuto di accettare il disastro e l'umiliazione nazionale, alla fedeltà di molti ufficiali all'ordine costituito rappresentato dalla monarchia, alla necessità di sottrarsi alla cattura e alla deportazione, alla paura delle vendette dei fascisti, alle speranze politiche di palingenesi sociale nutrite dagli elementi comunisti e azionisti e infine anche a sentimenti di avventurosità giovanile. Importante fu inoltre il ruolo degli ufficiali inferiori Alpini che, ritornati delusi e furenti contro i tedeschi e il regime dalla campagna di Russia che era costata tante perdite, costituirono nuclei di comandanti combattivi ed esperti della guerra in montagna.
Elemento fondamentale di coesione tra i partigiani fu l'antifascismo, il rifiuto totale della disastrosa "guerra fascista" subalterna all'alleato tedesco; il disprezzo e la critica radicale alle gerarchie del Regio Esercito, in specie agli ufficiali superiori considerati inetti e imbelli. In particolare tra le formazioni garibaldine comuniste e tra i giellisti si diffuse un netto rifiuto delle gerarchie militari, compromesse con il fascismo, e di tutte le formalità di gradi, divise, ordini e rituali tipici degli eserciti. La disciplina era basata soprattutto sulla coesione, sulle motivazioni e sull'autoconvincimento, mentre il soldo assegnato ai partigiani era esiguo e uguale per tutti. I capi delle formazioni partigiane venivano selezionati sul campo e ottenevano ruolo e comando sulla base delle capacità mostrate e del consenso dal basso di tutti i membri delle formazioni, con procedure completamente estranee alla rigida gerarchizzazione degli eserciti regolari, indipendentemente dal grado eventualmente posseduto in precedenza nel Regio Esercito. Accanto al comandante militare tutte le formazioni partigiane, tranne i reparti autonomi, avevano un "commissario politico" con parità di grado, che condivideva la responsabilità operativa e assumeva soprattutto la funzione di rappresentante politico incaricato dell'istruzione e dell'assistenza morale e pratica dei combattenti.
Il rifiuto del Regio Esercito da parte della grande maggioranza dei partigiani non permise una vera unione morale tra le formazioni della Resistenza e i reparti dell'esercito faticosamente costituiti al Sud per combattere a fianco degli Alleati, considerati dai partigiani, nonostante la retorica propagandistica dispiegata non solo dalle autorità regie ma anche dagli stessi partiti del CLN, modesti resti di un'istituzione completamente screditata.

#### Formazioni partigiane all'inizio della Resistenza
Alla metà di settembre i nuclei più forti di partigiani erano nell'Italia settentrionale, circa 1.000 persone, di cui 500 in Piemonte, mentre nell'Italia centrale ne erano presenti circa 500, di cui 300 raggruppati nei settori montuosi di Marche e Abruzzo.

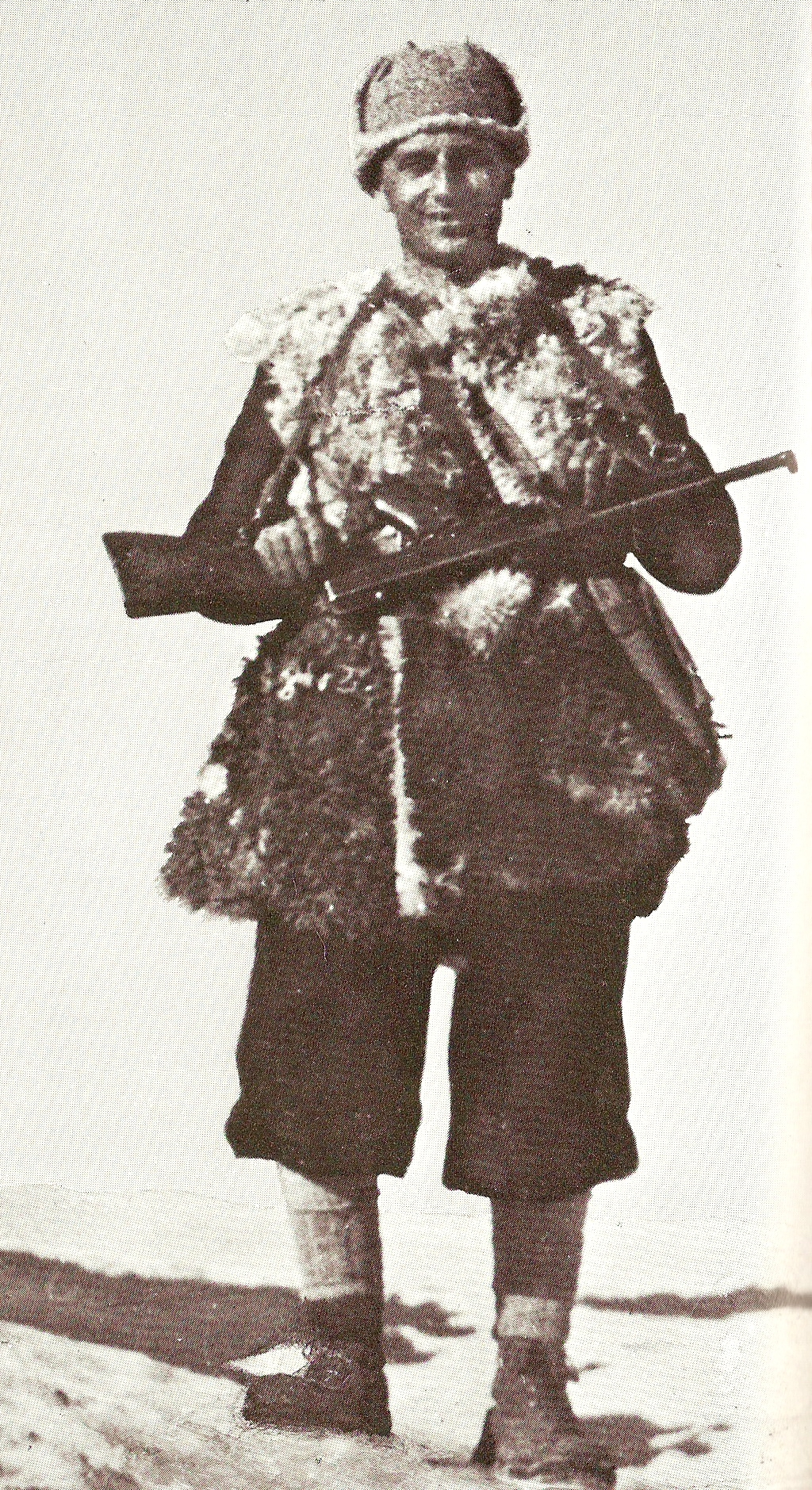
Dante Livio Bianco, comandante delle Brigate Giustizia e Libertà nella valle Stura.

In Piemonte le formazioni si costituirono nelle valli alpine, specialmente nelle Alpi Marittime: In Val Pesio sorsero le formazioni autonome del capitano Cosa; in val Casotto incominciarono a organizzarsi le efficienti formazioni autonome guidate dal maggiore degli Alpini Enrico Martini "Mauri"; nelle colline di Boves salirono i reduci della IV Armata guidati da Ignazio Vian; in Valle Gesso si costituì la formazione Italia Libera per iniziativa di Duccio Galimberti, Dante Livio Bianco e Benedetto Dalmastro, da cui nasceranno le formazioni dei giellisti. Altre formazioni autonome si formarono in Val d'Ossola sotto la guida di Alfredo e Antonio Di Dio, fratelli e ufficiali effettivi, in val Strona con Filippo Beltrami, in val Toce con Eugenio Cefis e Giovanni Marcora e in val Chisone, guidati dal sergente alpino Maggiorino Marcellin "Bluter".
Le formazioni gielliste e quelle delle brigate Garibaldi si organizzarono a Frise (unità gielliste con Luigi Ventre, Renzo Minetto, Giorgio Bocca, tutti ufficiali degli Alpini), a Centallo (autonomi e giellisti organizzati da altri tre ufficiali alpini tra cui Nuto Revelli), in valle Po, dove, sotto la guida di Pompeo Colajanni "Barbato", ufficiale di cavalleria comunista, nacque una forte formazione garibaldina con Gian Carlo Pajetta, Antonio Giolitti, Gustavo Comollo; in val Pellice (giellisti); nel Biellese (nuclei di comunisti con vecchi antifascisti come Guido Sola, Battista Santhià e Francesco Moranino "Gemisto"); soprattutto in Valsesia dove si costituirono le formazioni comuniste garibaldine guidate da combattenti prestigiosi come Vincenzo Moscatelli "Cino", Eraldo Gastone "Ciro".

Nuto Revelli, comandante delle Brigata Giustizia e Libertà "Carlo Rosselli" in valle Stura.

Altri nuclei di partigiani si costituirono in Lombardia nel Varesotto, dove il colonnello Carlo Croce organizzò sul monte San Martino un gruppo di soldati sbandati; nella Valsassina, nelle valli bergamasche. Nel Veneto e in Friuli la situazione era ancor più confusa: nella provincia di Gorizia era attiva fin dal 1941 la crescente resistenza slovena. Si formarono numerosi gruppi cattolici, tra cui quello di Mario Cincigh, e azionisti (con Fermo Solari e Alberto Cosattini), mentre i comunisti, guidati da capi come Giovanni Calligaris, Mario Lizzero, Otello Modesti, Giovanni Padoan "Vanni" e Ferdinando Mautino "Carlino", cominciarono a costituire le formazioni garibaldine che avrebbero poi dato vita alla Divisione Natisone. Non mancarono nemmeno i liberali, come Francesco Petrin che dopo aver condotto un'intensa propaganda antifascista e assistenza agli alleati prese parte attiva alla guerra di liberazione nella brigata G. Negri di Padova.
Nel resto dell'Italia occupata dai tedeschi si formarono altri gruppi in Emilia e in Romagna, guidati dal comunista Arrigo Boldrini "Bülow" e da Silvio Corbari, operaio meccanico di Faenza ed ex calciatore, la cui "banda" divenne famosa e temuta per le sue arrischiate incursioni contro le basi nemiche. In Piemonte, la Val Grande era stata occupata dai partigiani della "Valdossola" di Dionigi Superti: questi furono particolarmente degni di nota poiché fra loro si unì una delle prime donne partigiane, Maria Peron, una giovane infermiera che salvò numerosissime vite. In Toscana sorsero "bande" sul passo dei Giovi e sul monte Morello, in Umbria (con la partecipazione di ex-prigionieri slavi); nelle Marche, sotto la guida di Spartaco Perini alcune centinaia di uomini si radunarono al colle San Marco; in Abruzzo al bosco Martese confluirono militari sbandati e volontari comunisti e giellisti, mentre Ettore Troilo incominciò a costituire la sua "banda Patrioti della Maiella" che il 5 dicembre 1943 avrebbe attraversato le linee del fronte entrando a far parte dello schieramento alleato e partecipando con distinzione a tutta la campagna d'Italia lungo il versante adriatico.

Silvio Corbari, comandante della banda partigiana attiva nelle province di Ravenna e Forlì.

Le decisioni politiche prese soprattutto dai dirigenti del Partito comunista a Roma ebbero decisiva influenza sulla crescita del movimento: Pietro Secchia, "Botte" o "Vineis", ex operaio biellese, comunista fin dalla fondazione del partito, imprigionato dal regime fascista dal 1931, liberato da Ventotene il 19 agosto 1943, venne incaricato, durante una riunione tenuta a Roma il 10 settembre 1943, di recarsi a Milano per organizzare, assieme ad altri dirigenti del PCI inviati al nord, la guerra partigiana. Secchia raggiunse Milano in treno il 14 settembre dopo essere passato per Firenze e Bologna e aver raggiunto Cino Moscatelli a Borgosesia, per diffondere le direttive del partito tra numerosi militanti provenienti dall'antifascismo attivo. Tra il 20 e il 22 settembre anche Luigi Longo "Italo", già dirigente delle Brigate internazionali in Spagna, partirà per il nord per affiancare Secchia nella organizzazione e direzione del movimento di resistenza. Fin dal novembre 1943 i comunisti poterono costituire a Milano la prima struttura organizzativa unificata: il comando generale delle Brigate Garibaldi con Luigi Longo come responsabile militare e Pietro Secchia come commissario politico; i componenti iniziali del comando furono, oltre a Longo e Secchia, Antonio Roasio, Francesco Scotti, Umberto Massola, Antonio Cicalini e Antonio Carini. Le altre organizzazioni non costituirono comandi unificati, ma si assistette comunque a una proliferazione di Brigate, Divisioni e Gruppi di divisioni, in realtà costituite da poche migliaia di uomini e con strutture organiche rudimentali.
Pietro Secchia ha messo in evidenza nelle sue opere storiche dedicate alla Resistenza alcuni elementi che egli ritiene fondamentali per comprendere la natura e la forza del movimento partigiano: egli sottolinea come la Resistenza ebbe successo soprattutto per la tenace, faticosa e determinata attività di minoranze cresciute negli anni della deprimente e durissima militanza antifascista prima della guerra. Secchia rifiuta la semplicistica definizione di "popolo in armi" e l'interpretazione del fenomeno come "epopea miracolosa"; secondo il dirigente comunista la Resistenza fu opera soprattutto di avanguardie, di quadri, che furono in grado di raccogliere e organizzare importanti masse di giovani. Secchia documenta come su 1.673 nomi di dirigenti importanti del movimento partigiano circa il 90% fossero militanti che erano già stati condannati al carcere, al confino o all'esilio dal regime fascista; egli quindi evidenzia questo rapporto di continuità e colleganza tra la militanza antifascista organizzata e il movimento partigiano.

### Altre formazioni autonome dal CLN

Bandiera della Colonna Italiana, nota anche come Centuria Giustizia e Libertà

Operanti al di fuori del CLN, e di qualche importanza dal punto di vista militare, agivano formazioni partigiane anarchiche locali (Anarchici e Resistenza) come le Brigate Bruzzi Malatesta, che talvolta mantenevano rapporti di intervento armato con altre formazioni legate a Giustizia e Libertà e al PSI (come le Brigate Matteotti) e alla formazione romana sempre di Giustizia e Libertà al comando di Vincenzo Baldazzi. Dove gli anarchici non riuscirono a organizzare formazioni autonome confluirono nelle Brigate Garibaldi, come nel caso di Emilio Canzi, soprannominato il colonnello anarchico, comandante unico della XIII zona operativa del piacentino.
Un'altra formazione non direttamente collegata al CLN fu il movimento comunista Bandiera Rossa (anche detto Movimento Comunista d'Italia, capeggiato da Ezio Malatesta, Filiberto Sbardella, Orfeo Mucci, Antonino Poce, Mario Sbardella) operante principalmente a Roma, che ebbe 68 militanti fucilati alle Fosse Ardeatine, numero molto elevato (corrispondente a poco meno di un quinto del totale degli uccisi); questo gruppo era numericamente la più forte formazione partigiana attiva nella capitale, ufficialmente costituita da almeno 1.185 miliziani. I partigiani di Bandiera Rossa agivano spesso in cooperazione con i militanti della "banda del Gobbo"; il "Gobbo" era legato politicamente ai socialisti, direttamente con Pietro Nenni.

Filiberto Sbardella (comandante del MCd'I - "Bandiera Rossa")

Inoltre ancora al di fuori del CLN (mantenendo o meno collegamenti per questioni operative) per quanto riguarda i partigiani anarchici agivano molte formazioni libertarie che operavano nell'alta Toscana, come ad esempio il Battaglione Lucetti e la Elio Lunense, e diverse formazioni autonome SAP di indirizzo libertario operavano a Genova e nel ponente ligure. A Genova l'inizio armato delle ostilità verso i nazifascisti è da ascrivere probabilmente a un gruppo ancora non organizzato di comunisti anarchici di Sestri.

### Crescita della Resistenza
A novembre 1943 le forze partigiane erano salite a 3.800 uomini (di cui 1.650 in Piemonte), in maggioranza ancora raggruppati in formazioni autonome sotto la guida di ufficiali inferiori come Vian (che verrà ucciso dai tedeschi nell'aprile 1944), Dunchi, "Aceto", Marcellin, Superti, Beltrami e soprattutto Martini "Mauri". Crebbero però anche le formazioni politiche: i garibaldini, con Colajanni "Barbato", Moscatelli "Cino", Aldo Gastaldi "Bisagno", Mautino "Carlino", i giellisti con Bianco, Galimberti, Dalmastro, Agosti, i cattolici con i fratelli Di Dio e Mario Cencigh. In questa fase iniziale si precisarono subito i contrasti di impostazione generale presenti tra alcune componenti militari, legate alla monarchia, e le formazioni partigiane legate ai partiti politici antifascisti; in collegamento con i propositi conservatori della dirigenza del Regno e con l'accordo delle potenze anglosassoni, sorsero quindi istanze a favore di una resistenza limitata al sabotaggio e alla raccolta di informazioni in attesa dell'arrivo delle forze regolari alleate.

Pompeo Colajanni "Barbato", ex ufficiale di cavalleria e comandante garibaldino in valle Po.

Queste posizioni attendiste, promosse inizialmente da militari di alto grado, furono sostenute direttamente dal maresciallo Badoglio e dal re, preoccupati dalla crescita del movimento partigiano, totalmente svincolato dal loro controllo. In realtà l'attesismo militare venne rapidamente messo da parte dopo i fallimenti nell'autunno 1943 dei comandi unificati guidati da generali dell'esercito nel Veneto e in Toscana e dopo l'ambiguo comportamento del generale Raffaello Operti in Piemonte. Le energiche iniziative dei dirigenti comunisti (tra cui Pietro Secchia) e azionisti, preoccupati per un possibile ritorno delle forze conservatrici, spinsero al contrario per un'intensificazione dell'attività partigiana e per un attivismo immediato, indipendentemente dalle difficoltà organizzative e operative, per favorire una crescita della Resistenza.

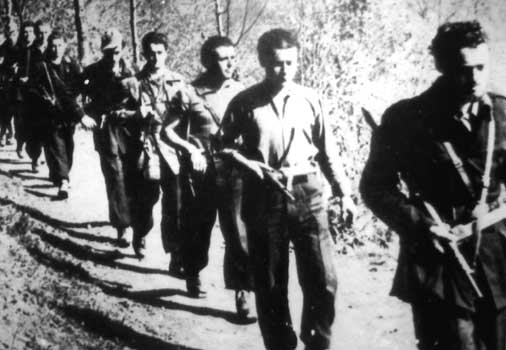
Formazione partigiana in movimento durante la Resistenza.

Malgrado le difficoltà, le divisioni e le prime massicce operazioni di repressione nazifasciste, le forze partigiane continuarono a sopravvivere e ad aumentare numericamente nei primi mesi del 1944, rafforzate costantemente anche dai molti giovani che salirono in montagna per sfuggire ai bandi di arruolamento forzato della RSI diramati dal maresciallo Graziani. A febbraio e a marzo 1944 la forza partigiana al nord raddoppiò di numero. I richiamati che non risposero al bando del maresciallo (approvato da Mussolini e sollecitato dalle autorità tedesche) furono molto numerosi (in novembre 1943 su 186 000 coscritti si presentarono solo in 87.000), ma soprattutto furono molto elevati i casi di diserzione dopo l'arruolamento, che salirono dal 9% di gennaio 1944 al 28% del dicembre, nonostante il decreto delle autorità fasciste sui procedimenti di rigore e la pena di morte del 18 febbraio 1944 e i successivi provvedimenti di clemenza del 18 aprile 1944 e del 28 ottobre 1944.
Al 30 aprile 1944, alcune fonti hanno calcolato che le forze della Resistenza ammontassero ormai a 20 000-25 000 persone, considerando anche i GAP, i SAP e gli ausiliari, con una massa combattente in montagna di circa 12.600 uomini e donne, di cui 9.000 al nord e 3.600 al centro-sud. I garibaldini erano ora la maggioranza ed erano saliti a circa 5.800, con 3.500 autonomi, 2.600 giellisti e 700 cattolici.
Deve peraltro essere chiarito che solo una parte minoritaria dei componenti delle varie formazioni apparteneva effettivamente ai vari partiti politici. Solo i capi e i dirigenti principali delle varie brigate e divisioni erano organicamente collegati a una parte politica, mentre i singoli partigiani in generale non appartenevano ad alcun partito ed entravano nelle varie formazioni non solo per colleganza ideale, ma anche per emulazione, per convenienza pratica, sulla base della fama e dell'efficienza dei capi e dei reparti. Le rivalità tra le varie formazioni furono presenti, ma nella maggior parte dei casi si limitarono a conflitti sulla distribuzione dei reparti sul territorio, sulla suddivisione delle scarse risorse disponibili, sulla distribuzione dei materiali aviolanciati dagli alleati che preferirono rifornire con precedenza le formazioni autonome o moderate a scapito soprattutto dei garibaldini.

## Organizzazione del movimento

### I partigiani

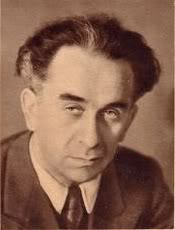
Luigi Longo, "Gallo", il comandante generale delle Brigate Garibaldi.

Dotate di scarso equipaggiamento, le formazioni partigiane non adottavano divise, vestivano in modo disparato e utilizzavano fazzoletti colorati di riconoscimento: rossi nelle formazioni garibaldine, verdi nei reparti di Giustizia e Libertà, azzurri nei gruppi autonomi. Nell'ultimo anno, la maggior parte dei gruppi partigiani adottò distintivi sui copricapi e nelle giubbe: la stella rossa per i garibaldini, lo scudetto con la fiaccola e le lettere G e L per i giellisti, le coccarde tricolori per gli autonomi. Si cercò inoltre di standardizzare un vestiario comune basato su giacche a vento e pantaloni lunghi, si adottò un sistema di insegne di grado, semplice e poco appariscente. Le armi e le munizioni non erano abbondanti; fornite dai lanci dagli aerei alleati o dal bottino catturato al nemico, consistevano principalmente nei fucili e moschetti mod. 91, nei mitra MP 40 tedeschi, MAB38 italiani, Sten britannici; raramente erano disponibili carabine M1 americane e mitra Marlin o Thompson. Tra le armi di squadra erano disponibili mitragliatrici leggere Breda e qualche Bren, mortai 81, mentre totalmente assenti erano le armi pesanti e le artiglierie.
Riguardo alla denominazione dei combattenti della Resistenza divenne presto popolare il termine, di origine medievale utilizzato dai condottieri e dalle milizie di un partito, "partigiani", connesso al concetto di difesa della propria terra e anche con qualche richiamo al comunismo. I vertici politici invece gli preferirono a livello ufficiale "volontari per la libertà", poiché "partigiani" fu respinto dai comunisti e dai democristiani e destò perplessità negli azionisti (che al suo posto proposero il termine "patrioti"). Altri termini più raramente adottati per designare i combattenti furono quelli di "ribelle", "fuori legge" e anche "banditi", che era la denominazione usuale dei nazifascisti. In effetti "bande" furono inizialmente denominate le formazioni combattenti e solo più tardi si parlò di "brigate" e "divisioni", mentre tentativi propagandistici di costituire "corpi d'armata partigiani" non ebbero seguito.

### Brigate e Divisioni

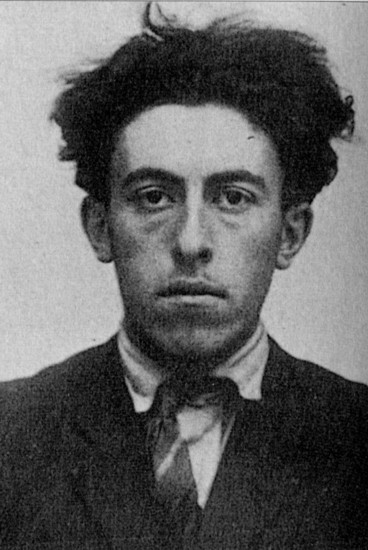
Pietro Secchia, "Vineis", commissario politico delle Brigate Garibaldi durante la Resistenza.

Il comando generale delle Brigate Garibaldi comuniste, guidato da Longo e Secchia, organizzò in totale, durante la Resistenza, 575 formazioni, costituite da squadre, bande, battaglioni, brigate, divisioni e comandi territoriali di zona; a questi gruppi si aggiunsero nelle città gli uomini e le donne dei GAP e dei SAP; costituite intorno a un nucleo di esperti e determinati comandanti comunisti, i garibaldini mostrarono impegno e combattività subendo il numero più alto di perdite tra tutte le formazioni della Resistenza. I reparti garibaldini si organizzarono in Liguria (Brigate e poi Divisioni "Cichero", "Pinan-Cichero", "Vanni" e "Mingo"), in Piemonte (1ª Divisione "Leo Lanfranco" di Colajanni, Latilla e Modica, e le Divisioni "Gramsci", "Pajetta" e "Fratelli Varalli" di Gastone e Moscatelli), in Lombardia (Brigata "Redi" e Divisione "Lombardia", coordinate da Pietro Vergani, vicecomandante del CVL), in Veneto (Divisioni "Garemi", "Nanetti" e "Friuli-Natisone"), in Emilia (Divisione "Modena").

Sandro Pertini (nella foto) e Giuseppe Saragat furono liberati dal carcere di Regina Coeli grazie a un'operazione delle Brigate Matteotti.

La più importante e incruenta azione delle formazioni socialiste (Brigate Matteotti) avvenne il 25 gennaio 1944, e produsse l'evasione dal carcere di Regina Coeli di Sandro Pertini e Giuseppe Saragat, che erano stati catturati nell'ottobre del 1943 e condannati a morte. L'azione, organizzata da Giuliano Vassalli con l'aiuto di Giuseppe Gracceva, Massimo Severo Giannini, Filippo Lupis, Ugo Gala e il medico del carcere Alfredo Monaco, ebbe successo grazie a uno stratagemma.

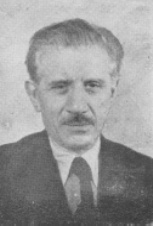
Ferruccio Parri, "Maurizio", il comandante delle formazioni Giustizia e Libertà.

Anche gli azionisti, guidati da Ferruccio Parri, strutturarono le loro formazioni Giustizia e Libertà in brigate e divisioni (cosiddette "Divisioni Alpine Giustizia e Libertà"), coordinati da comandi regionali; le formazioni gielliste, reclutate con grande rigore, disciplinate e motivate, subirono la maggiore percentuale di caduti in combattimento rispetto alle forze disponibili. In Piemonte, regione con le formazioni partigiane più numerose e efficienti, venne anche costituito un "Comando militare regionale piemontese" (CMRP), affidato alla direzione del generale Alessandro Trabucchi (rappresentante i reparti autonomi), di Francesco Scotti (garibaldini), di Duccio Galimberti per gli azionisti e di Andrea Camia per i socialisti.
Le Fiamme Verdi cattoliche costituirono brigate e divisioni attive soprattutto nel bresciano e nel bergamasco, tra cui le formazioni dei fratelli Di Dio coinvolte nei combattimenti nella val d'Ossola. I gruppi autonomi si organizzarono in brigate e divisioni e ci furono anche gruppi di divisioni come il 1º Gruppo Divisioni Alpine del comandante "Lampus"/"Mauri", attivo nelle Langhe e nel Monferrato e guidato da una serie di validi ufficiali come Bogliolo, Lulli, Ardù, Martinengo, Piero Balbo.
Le Brigate Osoppo, operanti soprattutto in Friuli e in Veneto, vennero fondate a Udine il 24 dicembre 1943 e raggruppavano elementi volontari di ispirazione laica, liberale, socialista e cattolica già attivi dopo l'8 settembre nella Carnia e nel Friuli. Tale raggruppamento autonomo ebbe al comando Candido Grassi, "Verdi", Manlio Cencig "Mario", capitani del Regio Esercito Italiano e don Ascanio De Luca, già cappellano degli Alpini in Montenegro. Le formazioni Osoppo ebbe rapporti spesso conflittuali con i reparti garibaldini comunisti e con le forze partigiane sloveno-jugoslave e furono coinvolte, sullo sfondo di tali tensioni, anche nel tragico episodio dell'eccidio di Porzûs, verificatosi il 7 febbraio 1945, il più grave episodio di conflittualità interna al movimento resistenziale. A marzo del 1945 gli osovani operavano con cinque divisioni.

#### Combattenti stranieri
Alla lotta partigiana in Italia aderirono anche alcuni gruppi di disertori tedeschi, il cui numero è difficile da valutare in quanto, per evitare rappresaglie contro le loro famiglie residenti in Germania, usavano nomi fittizi e spesso venivano considerati dai loro reparti d'origine come "dispersi" e non "disertori" per una questione di propaganda. I partigiani provenienti dalla Wehrmacht sono stimati in circa 1000. Un caso emblematico di adesione alla lotta partigiana fu quello del capitano Rudolf Jacobs.
In certe zone vi fu anche la presenza, notevole, di soldati sovietici passati con i partigiani dopo la fuga dai campi di prigionia. Combattenti valorosi furono Fëdor Andrianovič Poletaev, Nikolaj Bujanov, Danijl Varfolomeevic Avdveev, il “Comandante Daniel”, tutti decorati con medaglia d'oro al valor militare. Il numero dei partigiani sovietici è stimabile con cifra di 5.000/5.500, di cui oltre 700 in Piemonte. Infine anche combattenti slavi presero il comando di alcune importanti formazioni partigiane durante la Resistenza: lo sloveno Anton Ukmar "Miro" (nato a Prosecco, nel comune di Trieste) comandò la divisione garibaldina "Cichero", mentre il serbo Grga Čupić "Boro" guidò la divisione "Mingo" in Liguria.

#### Combattenti italiani all’estero

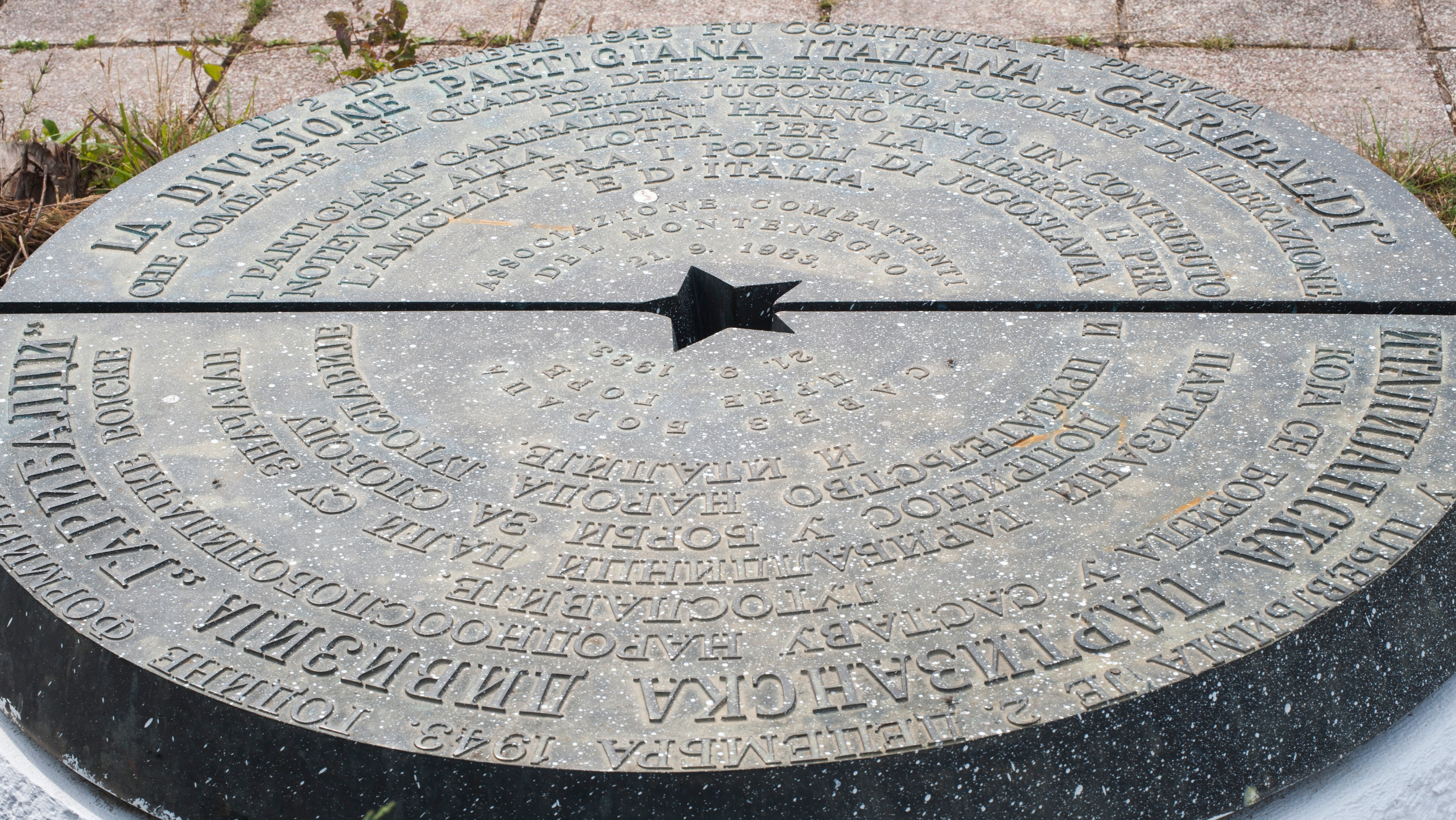
Alla base del monumento alla divisione italiana partigiana "Garibaldi" presso Pljevlja una scritta recita le seguenti parole: "Il 2 dicembre 1943 fu costituita a Pljevlja la Divisione partigiana italiana “Garibaldi” che combatté nel quadro dell'Esercito popolare di liberazione della Jugoslavia – I partigiani garibaldini hanno dato un contributo notevole alla lotta per la libertà e per l'amicizia fra i popoli di Jugoslavia e d'Italia.
– Associazione combattenti del Montenegro 21.9.1983"

Tra le formazioni di combattenti italiani, che parteciparono alla lotta contro gli occupatori tedeschi all’estero, va sicuramente menzionata la Divisione partigiana “Garibaldi” in Montenegro, formata da militari italiani presenti in Montenegro, che dopo l’8 settembre riuscirono a evitare la cattura da parte dei tedeschi e si unirono all’Esercito Popolare di Liberazione della Jugoslavia per combattere contro il comune nemico tedesco. La Divisione fu costituita il 2 dicembre 1943 e contava circa 20000 uomini, che furono impegnati in scontri durissimi a fianco dei partigiani jugoslavi fino al febbraio 1945. Negli scontri la Divisione subì enormi perdite stimabili tra 6472 e i 10000 uomini; essa contribuì però in modo significativo alla lotta di liberazione dall’occupazione tedesca impegnando nei Balcani un ingente numero di soldati tedeschi, impedendo il loro utilizzo su altri fronti.

#### I GAP e le SAP
Contemporaneamente alla costituzione delle prime "bande" partigiane nelle montagne, si organizzarono, soprattutto per iniziativa dei comunisti, nuclei di militanti della Resistenza in azione in piccoli gruppi nelle grandi città dominate dai nazifascisti per diffondere l'insicurezza, la paura e il terrore tra i nemici. Organizzati in piccole cellule di tre-quattro elementi e sovente comandati da veterani che avevano già combattuto in Spagna contro il fascismo, i GAP ("Gruppi di azione patriottica") seguivano rigide regole di compartimentazione, operavano isolati e dimostrarono grande determinazione, coraggio e forte motivazione. Gli attentati, diretti contro importanti personalità fasciste o naziste, contro ufficiali, o contro ritrovi e locali frequentati dalle truppe occupanti, miravano anche a provocare i nazifascisti, a innescare la rappresaglia e ad accentuare l'odio e la vendetta. Oltre ai GAP inoltre si costituirono nelle fabbriche, con funzioni di sabotaggio e controllo, i SAP ("Squadre di Azione Patriottica"), una vera e propria milizia clandestina di fabbrica con l'obiettivo di rendere più ampia possibile la partecipazione popolare al momento insurrezionale.

Giovanni Pesce "Visone", principale militante dei GAP a Milano

I GAP furono attivi a Torino, guidati prima da Ateo Garemi e poi dall'abile Giovanni Pesce "Visone"; in questa città furono uccisi nel novembre 1943 il fascista Vassallo e il seniore della milizia Domenico Giardina. Dopo la cattura e la fucilazione di Garemi, Pesce e Ilio Barontini "Dario" (già impegnato in Spagna e in Etiopia per organizzare la resistenza abissina insieme con Francesco Scotti e coordinatore dei GAP a Bologna) riorganizzarono i GAP nel capoluogo piemontese. Il 5 gennaio 1944 "Visone" riuscì a uccidere da solo quattro ufficiali tedeschi dentro un ristorante e il 3 marzo 1944 colpì a morte Ather Capelli, direttore della "Gazzetta del Popolo". A Milano, i militanti dei GAP furono più numerosi guidati da Egisto Rubini e Italo Busetto; dopo un primo attentato il 2 ottobre 1943, il 18 dicembre tre gappisti riuscirono a uccidere Aldo Resega, federale del capoluogo lombardo, fuggendo in bicicletta.
Altri nuclei clandestini si organizzarono a Bologna, con Ilio Barontini; a Genova, guidati da Giacomo Buranello e a Firenze, dove il gruppo di Alessandro Sinigaglia e Bruno Fanciullacci uccise il 1º dicembre 1943 il colonnello Gino Gobbi. Anche a Roma si attivarono nuclei gappisti, reclutati soprattutto nell'ambiente universitario; nonostante il fallimento di un attentato dinamitardo al teatro Adriano il 1º ottobre 1943 contro il maresciallo Graziani e il generale Stahel, i militanti, tra cui Antonello Trombadori, Carlo Salinari, Rosario Bentivegna, Franco Calamandrei, Carla Capponi, portarono a termine numerose azioni cruente con cariche esplosive contro reparti tedeschi o in locali e alberghi frequentati dai nazifascisti.
Le perdite tra i GAP furono pesanti di fronte alla dura repressione degli apparati nazifascisti: a Torino furono catturati e uccisi Giuseppe Bravin e Dante Di Nanni, a Firenze venne colpito a morte in un conflitto a fuoco Alessandro Sinigaglia, a Genova cadde Giacomo Buranello, i nuclei di Milano e Roma subirono altre perdite, nelle prigioni di via Tasso vennero raccolti e spesso torturati i combattenti della Resistenza catturati. Inoltre gli attentati, scatenando le violente rappresaglie nazifasciste su ostaggi e popolazione, suscitarono perplessità tra i moderati e critiche da parte del clero cattolico. Il 23 marzo 1944 ebbe luogo, per azione di Bentivegna, Calamandrei e Capponi, il sanguinoso attentato di via Rasella contro un reparto tedesco, che provocò l'immediata e spietata rappresaglia delle Fosse Ardeatine.
Il 15 aprile venne ucciso a Firenze, da un nucleo dei GAP guidato da Bruno Fanciullacci, il filosofo Giovanni Gentile; anche questo episodio diede luogo a polemiche e critiche. Gentile aveva pienamente aderito alla RSI, era diventato presidente dell'Accademia d'Italia e con i suoi scritti e la sua statura intellettuale aveva giustificato la violenta repressione contro la Resistenza. Nonostante queste difficoltà e l'accentuarsi della repressione durante il duro inverno del 1944, i gappisti non rinunciarono alle loro pericolose azioni: il 17 luglio 1944 un gruppo costituito da sei partigiani guidati da Aldo Petacchi assaltò il carcere di Verona e riuscì a liberare, dopo un violento conflitto a fuoco in cui morirono due gappisti, il dirigente comunista Giovanni Roveda. I GAP continuarono a colpire le autorità e gli apparati del nemico fino ai giorni della Liberazione.

### Comandi e comitati di vertice

#### IL CLNAI

Alfredo Pizzoni, presidente del Comitato di Liberazione Nazionale Alta Italia (CLNAI).

Anche a Milano, fin dai giorni di settembre, era stato costituito un Comitato di Liberazione Nazionale che assunse subito grande importanza. I dirigenti del CLN di Roma guidato da Bonomi riconobbero a gennaio 1944 la necessità di un coordinamento della lotta partigiana al nord; quindi al comitato di Milano, in data 31 gennaio, vennero delegati tutti i poteri politico-militari per l'Alta Italia, nonostante qualche divergenza con il comitato di Torino. Diretto dall'indipendente Alfredo Pizzoni ("Longhi"), il comitato milanese si trasformò così in Comitato di Liberazione Nazionale Alta Italia (CLNAI) e per il resto della Resistenza guidò con efficacia la lotta partigiana nel cuore della Repubblica Sociale e dell'apparato militare tedesco.
I componenti iniziali del CLNAI furono: i liberali Giustino Arpesani e Casagrande, i comunisti Girolamo Li Causi e Giuseppe Dozza, gli azionisti Albasini Scrosati e Ferruccio Parri, i socialisti Veratti (poi deceduto) e Viotto, i democristiani Casò e Enrico Falck. Successivamente la composizione mutò: si aggiunsero i liberali Anton Dante Coda e Filippo Jacini; tra i comunisti, Dozza si recò in Emilia e a Li Causi si aggiunsero Emilio Sereni e Luigi Longo che poi passò al CVL; tra gli azionisti, Parri passò al CVL e ad Albasini si aggiunsero Riccardo Lombardi e Leo Valiani; tra i socialisti si aggiunsero Marzola, Sandro Pertini, Rodolfo Morandi; tra i democristiani, Casò fu sostituito da Achille Marazza a cui si aggiunse anche Augusto De Gasperi. La presidenza del CLNAI restò a Pizzoni sino alla Liberazione; il 27 aprile 1945 al suo posto subentrò il socialista Morandi.
Il ruolo del CLNAI crebbe di importanza durante la guerra; dopo la delega dei poteri ottenuta dal CLN di Roma, finalmente il 26 dicembre 1944 anche il governo di unità nazionale di Bonomi affidò i poteri di direzione nell'alta Italia al CLNAI, che quindi di fatto assunse il ruolo di "terzo governo" o "governo ombra" nei territori occupati. Organizzato come un "governo straordinario del Nord", il CLNAI riuscì a mantenere la coesione tra le diverse posizioni politiche, mantenne i rapporti, a volte difficili, con gli Alleati, si occupò del problema del finanziamento della guerra partigiana (compiti assunti soprattutto da Pizzoni e Falck) attraverso reti di collegamento con la Svizzera; inoltre concluse anche accordi di collaborazione con la Resistenza francese e quella jugoslava.

#### IlCorpo Volontari della Libertà(CVL)

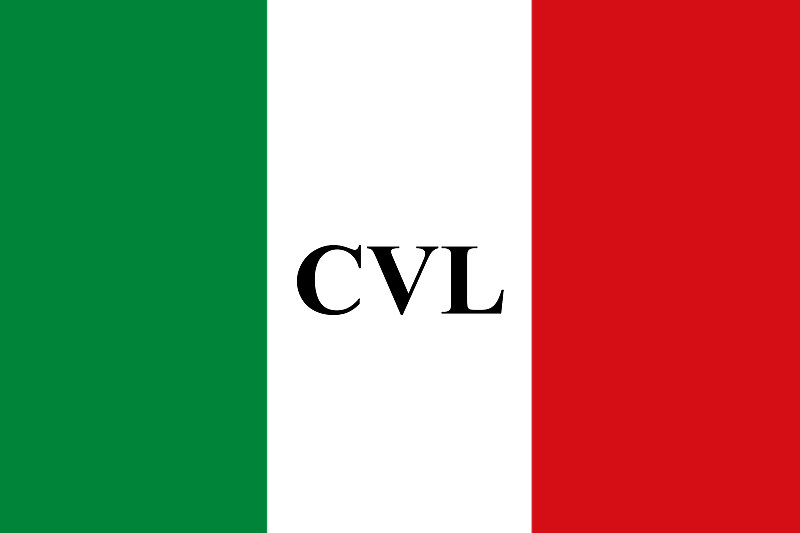
Bandiera del CVL

Alla metà del 1944 le forze politiche della Resistenza e il CLNAI presero la decisione, inizialmente su proposta di Longo, di creare una nuova struttura militare unificata di tutte le forze partigiane combattenti; il 19 giugno il CLNAI decretò la costituzione di un comando generale militare per l'alta Italia, a capo del cosiddetto Corpo Volontari della Libertà (CVL), ovvero il complesso dei reparti partigiani attivi. Il nuovo comando, ufficialmente costituito a partire dal 1º luglio 1944, venne suddiviso in quattro sezioni: operativa (comprendente a sua volta gli uffici operazioni, informazioni, propaganda e aviorifornimenti), sabotaggio, mobilitazione e servizi. La cosiddetta politica dell'unificazione si impose solo dopo notevoli contrasti tra le forze politiche del CLN.

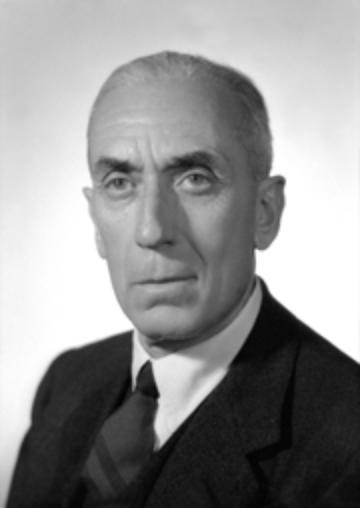
Il generale Raffaele Cadorna, comandante generale del CVL

Dopo il ritorno di Palmiro Togliatti in Italia dall'URSS, cui fece subito seguire l'inattesa "svolta di Salerno", in cui indicava la necessità di costituire un governo di unità nazionale (come avvenne poi il 22 aprile, con il governo Badoglio II) e di concentrarsi nella lotta di liberazione rinviando le questioni costituzionali e politiche al dopoguerra, i comunisti seguirono il parere del loro segretario generale e proposero l'unificazione delle forze della Resistenza, sperando in questo modo di porre le basi per la trasformazione dei partigiani in un esercito regolare da integrare in quello del sud. Gli azionisti invece, che aderirono solo con grande riluttanza alle proposte togliattiane, miravano alla costituzione di un braccio politico-militare a disposizione del CLN inteso come nuovo "governo democratico", mentre i socialisti furono apertamente critici temendo un ritorno delle gerarchie reazionarie. A livello delle formazioni combattenti, i partigiani garibaldini e giellisti si mostrarono in gran parte scettici, aderirono solo formalmente all'iniziativa e mantennero ufficiosamente le vecchie denominazioni, salvaguardando le loro tradizioni e i loro rituali.
Sorse quindi il problema della scelta del capo del comitato generale del CVL. Il CLNAI propose al generale Alexander l'invio al nord del generale Raffaele Cadorna come consigliere militare; dopo il consenso alleato, il generale arrivò al nord lanciandosi con il paracadute nel bergamasco e, dopo essersi trattenuto tra le Fiamme Verdi del bresciano, raggiunse Milano. Dopo una serie di contrasti e di polemiche sul ruolo effettivo riservato al generale, anche a causa delle manovre di Edgardo Sogno dirette a organizzare un rigido controllo dei moderati e degli alleati sulle forze partigiane, si giunse a un compromesso. Il generale Cadorna divenne ufficialmente il comandante del CVL con poteri limitati; membri aggiunti del comando furono designati il liberale Mario Argenton e il democristiano Enrico Mattei, ma la direzione reale della guerra partigiana rimase nelle mani dei due vice-comandanti, Luigi Longo "Gallo" e Ferruccio Parri "Maurizio" che mantennero saldamente il controllo delle formazioni più numerose, efficienti e combattive: quelle garibaldine e gielliste.
Nell'inverno del 1944 finalmente il CLNAI e il CVL ottennero un riconoscimento ufficiale dagli Alleati; il 14 novembre una delegazione della Resistenza, formata da Parri, Pajetta, Sogno e Pizzoni, raggiunse (via Lugano-Lione) Roma per incontrarsi con i comandanti alleati, diffidenti delle forze partigiane e timorose di un predominio comunista all'interno del movimento resistenziale. A partire dal 23 novembre a Caserta si svolsero i difficili colloqui tra le due delegazioni guidate da Parri e dal generale britannico Henry Maitland Wilson, comandante supremo alleato del fronte Mediterraneo. Dopo alcuni contrasti e alcuni chiarimenti, il generale Wilson, avendo ottenuto garanzie sul passaggio immediato di poteri nelle zone liberate alle autorità alleate e sulla consegna delle armi, firmò il 7 dicembre il patto con le forze della Resistenza, riconoscendone l'autorità al nord, garantendo finanziamenti e rifornimenti, programmando la collaborazione operativa. I delegati del CLNAI fecero quindi ritorno a Milano, mentre Gian Carlo Pajetta rimase a Roma come rappresentante della Resistenza.

### Elenchi di partigiani
I partigiani sono stati presenti in tutte le regioni.  Questo database ne contiene 700.000. Di seguito sono riportati fonti per alcune regioni:
- Abruzzo.
- Cosenza.
- Emilia-Romagna (archiviato dall'url originale il 30 ottobre 2020).,  Forlì-Cesena (XLS) e  Bologna.
- Udine (472)
- Roma (9050)
- Liguria (archiviato dall'url originale il 16 maggio 2021).,  La Spezia.
- Marche.
- Piemonte,  Novara (108421)
- http://foggiaracconta.altervista.org/blog/wp-content/uploads/2019/12/E-BOOK-ridotto.pdf[collegamento interrotto]
- Sardegna #1. e  Sardegna #2.
- Sicilia #1 (520) e  Sicilia #2 (467)
- Toscana (41461)
- Umbria.
- Padova (1358) e  Verona (PDF) (54)

## Guerra partigiana
(Piero Calamandrei, Discorso ai giovani sulla Costituzione nata dalla Resistenza. Milano, 26 gennaio 1955)

### Esordi partigiani e le insurrezioni al sud
Le prime esperienze del movimento partigiano nelle settimane dopo l'8 settembre 1943 furono dolorose e assai difficili di fronte alla potenza dell'apparato militare germanico e agli spietati metodi repressivi dell'invasore: la "Brigata Proletaria", costituita dagli operai di Monfalcone guidati da Ostelio Modesti, organizzò, in cooperazione con reparti della resistenza slovena, un'aspra difesa a Gorizia, ma vennero infine dispersi dall'intervento di una divisione di fanteria tedesca; a Meina, sul lago Maggiore, si verificarono le prime deportazioni e le prime uccisioni di ebrei; a Boves, i reparti Waffen-SS, durante un rastrellamento alla caccia del gruppo ribelle di Ignazio Vian, dispersero i partigiani, incendiarono abitazioni e uccisero sommariamente decine di civili; sul monte San Martino, il gruppo del colonnello Carlo Croce "Giustizia", attestato su posizioni fisse in attesa del nemico, accettò lo scontro diretto, ma venne facilmente sbaragliato il 13 novembre dalle colonne tedesche. Nonostante le infelici esperienze iniziali, il movimento partigiano continuò ad esistere; con il passare dei mesi crebbe anche di numero, incominciò piano piano ad organizzarsi e ad operare le opportune scelte tattiche, fondate sullo stanziamento in montagna, sulla mobilità e sulla guerriglia, evitando scontri diretti convenzionali contro le superiori forze nazifasciste.

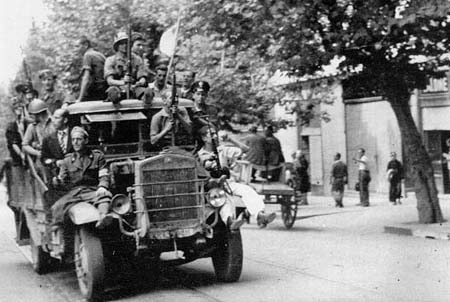
Insorti durante le quattro giornate di Napoli.

Mentre nel nord e centro Italia iniziavano a costituirsi le prime formazioni partigiane, le operazioni alleate al sud proseguivano con difficoltà di fronte all'efficace resistenza delle truppe tedesche. L'avanzata angloamericana e la metodica ritirata tedesca verso le posizioni predisposte della Linea Gustav (iniziata il 19 settembre) innescarono alcune ribellioni spontanee da parte delle popolazioni meridionali che, benché poco organizzate e prive di collegamenti organici con il movimento politico della Resistenza, riuscirono nondimeno a intralciare i nazifascisti, provocando violente reazioni repressive sui civili. La prima insurrezione cittadina ebbe luogo a Matera dal 21 settembre e terminò con successo prima dell'arrivo delle truppe alleate; il 27 settembre ebbero inizio le quattro giornate di Napoli, una ribellione spontanea e priva di organizzazione, che riuscì a arrecare fastidi ai tedeschi senza tuttavia impedirne le rappresaglie sistematiche (che si prolungarono fino ai primi di ottobre durante l'insurrezione di Nola) e la ritirata strategica.
Altri nuclei consistenti di resistenza e ribellione contro le forze occupanti tedesche e il fascismo repubblicano al sud si organizzarono in Abruzzo e nel Piceno. Nella provincia di Teramo il raduno di ribelli nel bosco Martese, guidato da capi come i fratelli Rodomonte e Armando Ammazzalorso, venne disperso dalle truppe tedesche, ma i superstiti si riorganizzarono e diedero inizio alla guerriglia, mentre nella provincia di Ascoli, sul colle San Marco, il concentramento partigiano guidato da Spartaco Perini venne distrutto dopo un duro scontro il 3 ottobre. Il 5 ottobre ebbe poi inizio la sfortunata insurrezione di Lanciano, che venne sedata con brutale violenza dalle truppe tedesche.

### Repressioni e rappresaglie
Tra dicembre 1943 e gennaio 1944 le forze tedesche organizzarono le prime massicce operazioni di repressione antipartigiana al nord, sostenute dai reparti fascisti di Salò e caratterizzate da grande determinazione e da metodi intimidatori e terroristici anche nei confronti dei civili: le truppe della Wehrmacht, addestrate e ben organizzate, dal 28 dicembre ritornarono a Boves dove gli autonomi di Ignazio Vian furono dispersi; solo il comandante e 40 uomini trovarono rifugio in valle Peiso. Dopo nuovi successi nella val Gesso e nella val Maira, i tedeschi incontrarono grosse difficoltà in val Grana, dove i giellisti della brigata "Italia libera" di Duccio Galimberti e Livio Bianco si batterono con notevole abilità e mantennero la coesione sfuggendo alla distruzione; dopo una serie di scontri i partigiani ripiegarono a Paraloup, dove si riorganizzarono.
Anche nella provincia del monte Rosa i garibaldini di Gastone e Moscatelli evitarono la disfatta e contennero l'offensiva tedesca rimanendo uniti e combattivi. Finì invece in un disastro la battaglia di Megolo del 13 febbraio 1944, dove il comandante Filippo Beltrami preferì lo scontro frontale contro i nemici senza ripiegare. I partigiani vennero sbaragliati con pesanti perdite; caddero sul campo lo stesso Beltrami, il monarchico Antonio Di Dio e i comunisti Gaspare Pajetta e Gianni Citterio.
Nel Friuli le operazioni di repressione tedesche a gennaio furono particolarmente massicce contro i garibaldini della brigata Friuli; il comandante Giacinto Calligaris "Enrico" venne ucciso e la formazione venne praticamente distrutta, mentre le forze tedesche dispiegarono metodi di lotta violenti e costellati di devastazioni e rappresaglie. I partigiani superstiti riuscirono tuttavia a ripiegare dietro l'Isonzo e ben presto cominciarono a riorganizzarsi entrando in collegamento con le forti unità della Resistenza jugoslava, che già nel settembre 1943 erano penetrate nella regione abbandonandosi a violente vendette sulla popolazione italiana prima di essere respinte dai tedeschi.

Il comandante garibaldino Felice Cascione, medico e capo dei partigiani nei monti sopra Imperia, ucciso in azione il 27 gennaio 1944 ad Alto.

Questi primi mesi della Resistenza furono molto duri per i partigiani che, ancora poco organizzati, quasi privi di armi e munizioni, non sostenuti dagli Alleati, dovettero affrontare una vera lotta per la sopravvivenza. In Liguria i garibaldini della brigata "Cichero" sfuggirono alla distruzione, ma ad Alto, sulle montagne sopra Imperia, venne ucciso il 27 gennaio Felice Cascione, medico e comandante dei partigiani della zona; in una zona poco controllabile dai tedeschi, nei monti dell'Appennino fra Pavese ed Emilia, si forma la Compagnia Carabinieri Patrioti comandata dal comandante partigiano "Fausto", Ten. Fausto Cossu dei carabinieri, che aveva arruolato tutti i carabinieri e militari italiani dell'Appennino;; in Piemonte "Barbato" riuscì a salvare poche decine di uomini in un rifugio sotto il Monviso.
Nonostante le difficoltà concrete e lo scarso interesse delle potenze alleate per la lotta partigiana, manifestato francamente a Parri dai capi dei servizi anglo-americani in Svizzera (il britannico John McCaffery e lo statunitense Allen Dulles) in un incontro del 3 novembre 1943, la Resistenza riuscì a sopravvivere durante l'inverno e a svilupparsi qualitativamente e quantitativamente, principalmente grazie alla favorevole situazione generale sugli altri fronti che faceva prevedere un crollo del Terzo Reich; all'afflusso dei giovani renitenti alla leva della Repubblica di Salò che, pur creando problemi di coesione e di organizzazione alle vecchie e sperimentate formazioni, permisero un aumento numerico imponente dei combattenti; e anche alla crescente ostilità della popolazione e in particolare della classe operaia verso il regime della RSI e l'occupante tedesco.
Gli scioperi generali dal 1° all'8 marzo 1944, promossi soprattutto dai comunisti, a cui presero parte oltre 500.000 lavoratori del nord, si conclusero con un successo politico per le forze antifasciste, nonostante alcuni fallimenti locali e i limitati risultati pratici raggiunti; le autorità nazifasciste, a dispetto della violenta repressione, non riuscirono a fermare le manifestazioni e persero ulteriore credibilità nei confronti della popolazione, mentre divenne evidente la crescente influenza delle forze politiche di sinistra e l'ostilità della classe operaia verso le ambigue politiche sociali della Repubblica di Salò.

### La primavera del 1944 e l'offensiva partigiana d'estate
A partire dal marzo 1944, il comando tedesco diede il via a un nuovo ciclo offensivo di rastrellamenti concentrato sull'Emilia, la Liguria e il Piemonte, regioni potenzialmente obiettivo delle forze alleate; in Emilia le truppe tedesche sgominarono rapidamente i gruppi partigiani, mentre in Piemonte i combattimenti si prolungarono con esito alterno e con perdite per entrambe le parti. Le forze nazifasciste impegnate furono ingenti: due divisioni Waffen-SS etniche e una di truppe da montagna, rinforzate da reparti ucraini e mongoli; anche un battaglione di bersaglieri, reparti della "Tagliamento" e della "Muti" parteciparono ai rastrellamenti.
Le maggiori sconfitte delle formazioni partigiane si verificarono nella val Casotto, dove gli autonomi di "Mauri" (oltre 1.200 uomini secondo i dati tedeschi) subirono dure perdite e furono dispersi a causa anche di eccessivo ottimismo e di alcuni errori tattici. Le forze tedesche del kampfgruppe Rohr (appartenente alla 356ª Divisione fanteria) attaccarono dal 13 marzo e accerchiarono rapidamente le bande partigiane. che vennero sbaragliate completamente entro il 24 marzo. Solo il comandante "Mauri" e circa 100 uomini ripiegarono in salvo sul monte Alpet. Anche in val Varaita e alla Benedicta i tedeschi ebbero rapidamente la meglio: i garibaldini della brigata Morbiducci e gli autonomi del capitano Oddino vennero sbaragliati e le colonne tedesche, che subirono perdite modeste, percorsero liberamente le vallate e rastrellarono il monte Tobbio, disgregando le deboli formazioni partigiane e compiendo numerose rappresaglie.

Partigiani garibaldini in Valsesia; in piedi al centro con il basco nero è Cino Moscatelli.

Nelle altre zone invece le formazioni partigiane si batterono con successo, evitando scontri frontali e adottando tattiche di guerriglia: in val Maira i giellisti di Dalmastro e Bocca ressero bene i rastrellamenti e mantennero le loro forze; nella valle Stura i reparti di Ettore Rosa, Livio Bianco e Nuto Revelli furono duramente impegnati, ma scamparono alla distruzione e continuarono a rimanere attivi ed efficienti. Uguali successi contro i rastrellamenti nazifascisti ottennero anche i garibaldini di "Barbato" nella valle Po, i giellisti nella val Pellice, gli autonomi di Marcellin nella Valle d'Aosta e i garibaldini di "Ciro" Gastone e "Cino" Moscatelli nella Valsesia che, nonostante iniziali difficoltà, evitarono i rastrellamenti nemici sfruttando la loro grande mobilità.
Dopo aver resistito alle operazioni di repressione nazifasciste di primavera, i reparti partigiani, rafforzati dall'afflusso di nuovi elementi galvanizzati dall'apparente vittoria alleata su tutti i fronti del giugno 1944 (i cosiddetti "partigiani estivi" o anche "partigiani sfollati"), salirono a oltre 50 000 combattenti, di cui 25 000 garibaldini comunisti, 15 000 giellisti e 10 000 autonomi. Queste formazioni partigiane passarono a loro volta all'offensiva e nell'estate, secondo i progetti del CVL, estesero progressivamente le aree liberate all'intera fascia appenninica e alpina e alle regioni collinari. Vennero costituite quindici zone libere (le "piccole repubbliche") con un'amministrazione politica, economica e finanziaria, elezioni, polizia e difesa.
In Piemonte le formazioni garibaldine di "Barbato" e "Nanni", gielliste di Livio Bianco e autonome di "Mauri" liberarono le valli del Cuneese, la val Pellice e la val Chisone; la Valle d'Aosta venne quasi completamente liberata dalle formazioni autonome di Marcellin; nel Biellese le forze garibaldine di "Gemisto" liberarono tutte le colline circostanti la città. Nella Valsesia le Brigate Garibaldi di "Ciro" (Eraldo Gastone) e "Cino" (Vincenzo Moscatelli) organizzarono una serie di veloci incursioni, raggiunsero Borgosesia il 10 giugno e organizzarono la "repubblica" che sarebbe durata con alterne vicende fino alla Liberazione, mentre a Lanzo Torinese i garibaldini ottennero numerosi successi durante duri scontri con reparti fascisti.
Anche nell'Appennino ligure i partigiani guadagnarono molte posizioni: nella regione di Imperia, a Badalucco, la divisione Garibaldi "Cascione" si batté con successo contro forze superiori; sempre nell'Appenino ligure si forma la VI zona libera con la Repubblica di Bobbio estesa fra le province di Piacenza, Parma, Pavia, Alessandria e Genova, con circa 4.000 uomini con a capo il comandante "Fausto", ovvero il Ten. dei carabinieri Fausto Cossu già a capo della Compagnia Carabinieri Patrioti e poi della Divisione Giustizia e Libertà con 11 brigate; capoluogo era la città di Bobbio in Val Trebbia, liberata il 7 luglio del 1944, che fu la prima città liberata del nord Italia annunciata anche da Radio Londra. Nell'Appennino modenese il comandante "Armando" (Mario Ricci) organizzò la Repubblica di Montefiorino: infine, nel Bellunese, la Divisione Garibaldi "Nanetti", comandata da "Milo", costituì una zona libera nell'altopiano del Cansiglio e in Friuli avanzarono con successo i garibaldini della "Natisone" e della "Friuli" e i partigiani delle Osoppo, che liberarono un vasto territorio lungo il Tagliamento.
Nel maggio del 1944 il generale Alexander dichiarò che le formazioni partigiane tenevano a freno l'equivalente di sei divisioni tedesche al completo. Nello stesso mese si osservò anche un'intensa attività diplomatica condotta dai giellisti delle Alpi cuneesi con la Resistenza francese; vi furono più contatti, culminati negli incontri di Saretto, che portarono alla firma di accordi sul piano politico e militare conclusi tra delegati del CLN del Piemonte e della pari istituzione francese.

### Liberazione del centro Italia
Durante l'inverno del 1943-44 le operazioni alleate contro la munita Linea Gustav andarono incontro a una serie di sanguinosi insuccessi: le difese di Cassino si dimostrarono quasi impenetrabili, mentre anche lo sbarco di Anzio (gennaio 1944) non risolse la situazione a favore degli Alleati e rischiò invece di trasformarsi in un disastro. In questo periodo a Roma si succedettero vive speranze di liberazione e amare delusioni. La presenza del Vaticano e del papa Pio XII, con le sue dichiarazioni per la riconciliazione e per la salvaguardia della vita umana, incoraggiò un atteggiamento di resistenza passiva da parte della cittadinanza, mentre l'apparato repressivo nazifascista poté solo controllare la situazione con metodi violenti, schiacciare i nuclei della resistenza militare del colonnello Montezemolo ed eseguire spietate rappresaglie contro ostaggi e prigionieri, in risposta a un atteggiamento comunque non collaborativo dei cittadini e alle sporadiche ma efficaci iniziative dei GAP contro soldati tedeschi, militi e importanti esponenti fascisti repubblicani.
Un'ennesima offensiva alleata contro la Linea Gustav ebbe inizio l'11 maggio 1944 e finalmente ebbe successo; le truppe alleate sfondarono il fronte di Cassino e avanzarono ricongiungendosi con i reparti attestati nella testa di ponte di Anzio. Furono i soldati americani del generale Clark che entrarono a Roma il 4 giugno, mentre i reparti tedeschi erano impegnati a eseguire una difficile ritirata e gli apparati repressivi nazifascisti avevano già abbandonato la capitale. Roma, unica delle grandi città italiane, non insorse e attese l'arrivo delle truppe alleate; le mediazioni vaticane, la debolezza della resistenza militare, la scomparsa dei nuclei gappisti falcidiati dalla repressione, impedirono un'attiva partecipazione popolare alla liberazione della città. Roma aveva comunque già pagato il suo tributo di sangue, con le 597 vittime di Porta San Paolo, le 335 delle Fosse Ardeatine, i 2.091 ebrei deportati nei campi di sterminio, i 947 cittadini deportati nel rastrellamento del Quadraro, i 66 martiri di Forte Bravetta, i dieci fucilati a Pietralata, le dieci donne uccise presso il ponte dell'Industria per aver assaltato un forno e i quattordici ex-detenuti di via Tasso, massacrati a La Storta, proprio il giorno della Liberazione (4 giugno 1944).

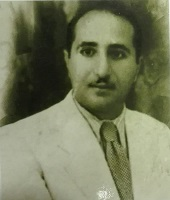
Domenico Cicala, Segretario Comunale di Filettino, in basso descrizione della sua attività di partigiano

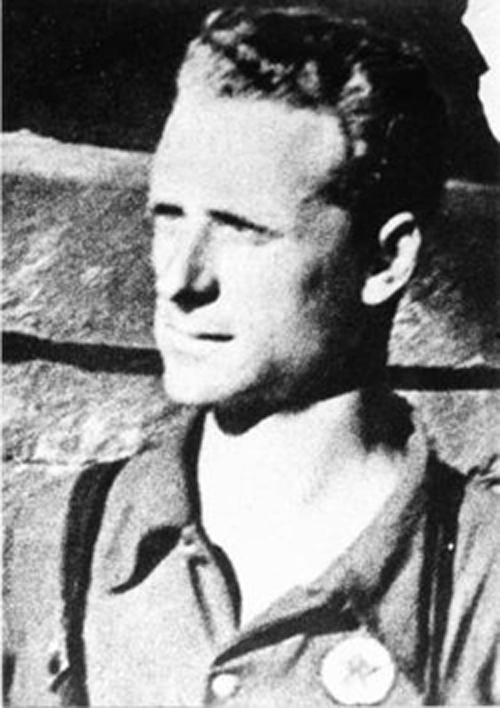
Il comandante della Divisione Garibaldi "Arno" Aligi Barducci ("Potente"), che rimase ucciso il 7 agosto durante i combattimenti per liberare Firenze.

Nello stesso periodo si rafforzarono, con l'afflusso di nuovi combattenti, le formazioni partigiane in Toscana. I garibaldini costituirono nella campagna senese e del grossetano la Divisione Garibaldi "Spartaco Lavagnini" (1.000 uomini), comandata da Fortunato Avanzati, e nell'area Firenze-Arezzo la Divisione Garibaldi "Arno" (1.700 uomini), guidata dal valoroso Aligi Barducci, "Potente"; i giellisti organizzarono le loro brigate Roselli (1.200 uomini); erano attive anche formazioni autonome guidate da Manrico Ducceschi "Pippo" sulle montagne di Pistoia, e in Garfagnana la Divisione Garibaldi "Lunense", guidata dal maggiore britannico Anthony Oldham e con commissario politico Roberto Battaglia. Dopo una serie di contrasti tra garibaldini e giellisti e alcune riuscite operazioni di repressione nazifasciste, le forze della resistenza si accordarono e costituirono un comando unificato partigiano in Toscana per passare all'attacco delle forze nemiche in contemporanea all'avanzata alleata a nord di Roma.
Dopo la caduta di Roma l'esercito tedesco del feldmaresciallo Kesselring aveva dato inizio a una difficile ritirata di oltre 500 km per attestarsi sulle nuove posizioni appenniniche; la manovra, ostacolata dall'intervento delle formazioni partigiane, fu nuovamente costellata da violenze, repressioni ed eccidi di civili a Gubbio, Cortona, Civitella in Val di Chiana, San Giovanni Valdarno. A cavallo tra Lazio e Abruzzo i tedeschi operarono feroci rastrellamenti, in cui furono arrestati i fratelli partigiani Mario e Bruno Durante; condannati a morte e trucidati, i loro corpi non furono mai ritrovati. Come descrive l'ANPI, il 1º maggio 1944 le SS tedesche arrestarono brutalmente il partigiano Domenico Cicala nel suo ufficio di segretario comunale a Filettino per aver appoggiato ed ospitato i prigionieri alleati in fuga. Sottoposto a crudeli torture, venne condannato a morte ma fortunatamente scampò alla fucilazione, ricevendo nel 1952 dalla Presidenza del Consiglio dei Ministri la Croce al Valore Militare.
I partigiani si batterono validamente liberando Terni il 13 giugno, precedendo le truppe indiane dell'8ª Armata britannica; entrarono a Spoleto e Foligno; i partigiani del "Raggruppamento Monte Amiata" ottennero un successo a Pitigliano e altri liberarono Grosseto il 15 giugno. Le operazioni continuarono a luglio in Toscana: Siena venne liberata il 3 luglio dalle truppe francesi senza l'intervento partigiano, ma la divisione Garibaldi "Arno" il 15 luglio incominciò la marcia di avvicinamento a Firenze, intercettò le retroguardie tedesche e raggiunse Fiesole e i sobborghi fiorentini il 3 agosto.
A Firenze Alessandro Pavolini, giunto in città il 18 giugno, cercò di organizzare la resistenza delle forze fasciste repubblichine; furono costituiti gruppi di franchi tiratori, mentre i membri della banda Carità si abbandonarono alle ultime violenze e omicidi prima di partire per il nord e riparare a Padova. Anche il segretario del PFR ritornò l'8 luglio al nord, cosciente dell'imminente caduta della città. La battaglia per Firenze ebbe inizio il 28 luglio con i primi scontri a sud della città tra i partigiani e retroguardie di paracadutisti tedeschi. Il comando germanico, su istruzioni di Kesselring e dello stesso Hitler, organizzò metodicamente la ritirata: al guado dell'Arno una brigata giellista venne annientata; vennero fatti saltare tutti i ponti sul fiume tranne Ponte Vecchio. Le forze partigiane (circa 2.800 uomini in maggioranza garibaldini della "Arno", ma anche giellisti, liberali e socialisti) rimasero così divise in due parti.
Il 4 agosto entrarono in città a sud del fiume i primi reparti garibaldini, ma i combattimenti continuarono violenti; la guarnigione tedesca rimasta a Firenze effettuò sistematiche distruzioni e mantenne ancora il controllo della città. Il 9 agosto rimase ucciso Barducci "Potente", e solo la notte del 10-11 agosto i reparti tedeschi abbandonarono Firenze per risalire sulle colline a nord, dove si trincerarono e da cui respinsero facilmente, con gravi perdite, i partigiani. All'interno della città, in un clima insurrezionale, le forze partigiane eliminarono lentamente i numerosi franchi tiratori fascisti rimasti e uccisero sommariamente molti collaborazionisti, mentre il Comitato di Liberazione Nazionale Toscano (CLNT) assumeva i pieni poteri in attesa dell'arrivo degli alleati, che giunsero il 13 agosto. Tuttavia i combattimenti nella periferia nord di Firenze continuarono molto duri fino ai primi di settembre, costando molte perdite ai partigiani e risolvendosi solo con il concorso decisivo delle forze alleate.
Nelle settimane precedenti i tedeschi avevano abbandonato anche l'Abruzzo, dove la banda partigiana guidata da Armando Ammazzalorso entrò per prima a Teramo il 18 giugno, e le Marche, dove fin dal 13 giugno si era costituito un comando regionale partigiano. Alla fine del mese le formazioni della Resistenza incominciarono gli attacchi alle forze fasciste e ai tedeschi in ritirata: il 1º luglio i partigiani della brigata "Capuzzi" liberarono Camerino e il 14 luglio venne raggiunta Ancona.

### Combattimenti dietro la Linea Gotica

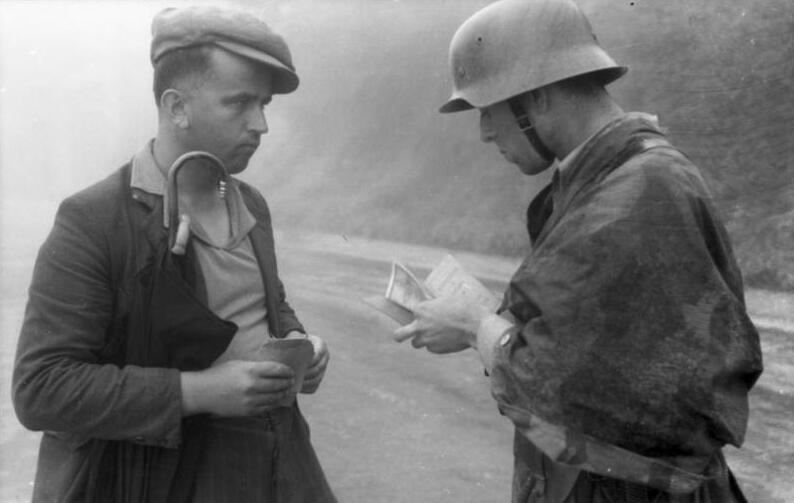
Un soldato tedesco controlla i documenti di un civile italiano.

Le violente battaglie tra le formazioni partigiane e i reparti tedeschi e fascisti dell'estate 1944 nel nord Italia derivarono in parte dalla situazione strategica generale sul fronte italiano; dopo il crollo della linea Gustav e la liberazione di Roma e Firenze il generale Alexander, comandante del 15º Gruppo d'armate alleato che operava in Italia, sperava di ottenere una vittoria decisiva; pressato in questo senso anche dal Primo ministro britannico Churchill, per la prima volta sollecitò un'intensificazione dell'attività partigiana nelle retrovie del fronte tedesco per disorganizzarne la ritirata e minarne la sicurezza. Queste istruzioni vennero fornite direttamente l'11 agosto dal generale Alexander al generale Raffaele Cadorna, nel momento della partenza di quest'ultimo per assumere al nord il comando del Corpo Volontari della Libertà. In realtà il comando del CVL, insicuro della situazione e non edotto nel dettaglio dei progetti strategici alleati, preparò i primi piani insurrezionali ma invitò alla massima prudenza le formazioni partigiane.
La ritirata delle forze tedesche verso la Linea Gotica fu costellata da spietate operazioni di repressione e rappresaglia contro nuclei di partigiani (brigate "Stella Rossa" nel bolognese e "Gino Mosconi" nelle Apuane) e soprattutto contro i civili, allo scopo di rendere sicure le vie di comunicazione e di intimidire le popolazioni terrorizzandone lo spirito di rivolta. Dopo l'operazione "Wallenstein" condotta con scarso successo dal 30 giugno nella zona montuosa tra Parma e La Spezia, a giugno e luglio lungo la strada Roma-Firenze e in particolare in agosto a Sant'Anna di Stazzema e a settembre a Marzabotto (da parte dei reparti del maggiore delle SS Walter Reder) reparti della Wehrmacht e delle Waffen-SS con la collaborazione dei fascisti repubblicani si macchiarono, durante gli aspri scontri contro i partigiani della Brigata "Stella Rossa" guidati del comandante "Lupo" (Mario Musolesi, che rimase ucciso negli scontri), di numerose atrocità contro le popolazioni che costarono la vita a oltre 2.000 civili. In agosto venne anche decimata la famosa "banda Corbari" che si era trasferita sul monte Levane; Silvio Corbari, tradito e catturato con alcuni suoi luogotenenti, venne impiccato dai nazifascisti a Forlì il 18 agosto 1944.
Mentre proseguiva la tragica ritirata del grosso dell'esercito tedesco verso nord, fin da luglio era in corso la battaglia di Montefiorino, dove la Divisione garibaldina Modena, guidata dal prudente e capace comandante Mario Ricci "Armando", aveva costituito con i suoi 5.000 uomini una vasta regione libera, estesa da Pievepelago a Serramazzoni, da Ligonchio a Carpineti, alle spalle delle posizioni tedesche. Gli alleati rinforzarono notevolmente questa regione libera con lanci di armi ed equipaggiamenti e i partigiani organizzarono solide posizioni che riuscirono in un primo tempo a fermare l'attacco di deboli unità Waffen-SS a Piandelagotti. Dopo vane trattative tra partigiani e tedeschi, sfruttate dal comando del generale Messerle per rinforzare le sue forze, alla fine di agosto oltre 8.000 soldati tedeschi, con contingenti di sostegno fascisti, attaccarono con artiglieria e autoblindo la regione di Montefiorino da tre direzioni.

A destra nella foto il comandante militare della repubblica di Montefiorino Mario Ricci "Armando".

Mario Musolesi, "Lupo", il comandante della Brigata Partigiana Stella Rossa, ucciso durante gli scontri nell'area di Marzabotto del settembre 1944.

A partire dal 30 luglio i tedeschi avanzarono lungo il fiume Secchia, con impiego di cannoni e lanciafiamme; alcune cittadine vennero bombardate e incendiate e ci furono rappresaglie sui civili: i partigiani si batterono bene sul Secchia e nella direzione di Toano ebbe un ruolo importante un reparto di partigiani sovietici ex prigionieri. La sera del 31 luglio "Armando" diede ordine di sganciarsi e ritornare alla guerriglia: altri combattimenti durarono fino al 1º agosto a Monchio, con perdite per la resistenza, e al Passo delle Radici, dove i partigiani guadagnarono tempo per favorire la ritirata. Fino al 12 agosto i reparti partigiani continuarono imboscate e incursioni per ostacolare la marcia dei tedeschi. I nazifascisti riuscirono alla fine, con la perdita di circa 500 morti e feriti, a disgregare la repubblica di Montefiorino; ma la gran parte della Divisione garibaldina Modena rimase intatta, pur avendo perso 250 uomini, e avrebbe presto attraversato le linee entrando direttamente nello schieramento alleato.
Tra il 25 agosto e il 10 settembre le forze alleate sferrarono l'attacco alla Linea Gotica, e i reparti partigiani schierati nelle immediate retrovie del fronte tedesco entrarono quindi in azione. Sul versante orientale i garibaldini della 8ª Brigata Garibaldi contribuirono alla liberazione di Forlì; nel modenese i partigiani si ricongiunsero con gli angloamericani; aspri scontri si verificarono nella regione a sud di Bologna. Il 28 settembre sul Monte Battaglia i partigiani della 36ª Brigata Garibaldi conquistarono le posizioni e respinsero i tedeschi fino all'arrivo degli americani, mentre a Ca' di Guzzo le Waffen-SS superarono la disperata resistenza dei garibaldini della 62ª Brigata e uccisero tutti i partigiani rimasti isolati.

### Guerra in montagna nell'estate 1944

A destra nella foto Maggiorino Marcellin "Bluter", capo delle formazioni autonome della val Chisone.

Mentre erano in corso i combattimenti lungo l'Appennino, da agosto si combatteva nella val Chisone, tra le aspre montagne del Sestriere, una dura battaglia tra i reparti autonomi collegati a "Giustizia e Libertà" del sergente degli Alpini Maggiorino Marcellin "Bluter" e numerose formazioni tedesche e fasciste (una divisione granatieri tedesca, un battaglione della "Nembo", bersaglieri, SS italiane, un battaglione OP). Si trattò delle più lunga e combattuta battaglia della Resistenza. Dopo una fase di preparazione i tedeschi incominciarono l'offensiva lungo la Val di Susa; i partigiani di Marcellin avevano un armamento pesante con mortai da 81 e dieci cannoni da montagna: si batterono con tutti i mezzi. I tedeschi impiegarono carri armati e Stukas, mentre gli autonomi ebbero l'appoggio anche di aerei britannici decollati dalla Corsica. Nonostante i contrattacchi di sostegno a fondovalle dei garibaldini di "Barbato" e dei giellisti di Antonio Prearo, i nazifascisti continuarono i rastrellamenti, costellati da esecuzioni sommarie. Il 6 agosto Marcellin decise di sganciare i suoi uomini a piccoli gruppi; in val Troncea i partigiani furono accerchiati ma rifiutarono la resa e, dopo grandi difficoltà, alla fine di agosto trovarono scampo in Francia, da cui dopo poche settimane, non scoraggiati, fecero ritorno in val Chisone per riorganizzare la resistenza.
Il 17 agosto era cominciata una nuova battaglia nella valle Stura tra le colonne tedesche della 90ª Panzergrenadier Division in marcia verso il colle della Maddalena per soccorrere alcune divisioni schierate sul versante francese delle Alpi e minacciate dallo sbarco alleato in Provenza, e i giellisti della 1ª Divisione alpina guidati da Livio Bianco e Nuto Revelli. Inizialmente i partigiani furono messi in grave difficoltà dall'arrivo a sorpresa dei granatieri tedeschi: gli sbarramenti vennero travolti, si verificò il caos tra la popolazione e solo il 19 agosto Revelli riuscì a riprendere il controllo della situazione e a organizzare la difesa. Nei giorni seguenti i partigiani misero a segno alcune riuscite imboscate e rallentarono la marcia dei tedeschi prima di ripiegare in quota. Fino al 23 agosto gli uomini di Revelli continuarono a infastidire e a infliggere perdite al nemico prima di sganciarsi e sconfinare in Francia per la valle Tinea. In questa regione i giellisti combatterono ancora fino al 10 settembre e vennero quindi aggregati ai reparti francesi, che li costrinsero a rimanere in zona per cinque mesi prima di autorizzarli a rientrare in Italia.

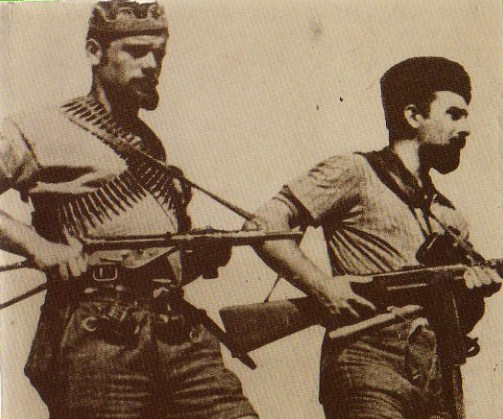
Partigiani garibaldini armati: l'uomo a sinistra ha un mitra Sten, quello a destra una MAB 38.

Un'ultima serie di combattimenti ebbero luogo tra il 22 agosto e il 1º settembre nella val Trebbia con la battaglia del Penice, che porterà il 27 agosto alla caduta della Repubblica di Bobbio operante fra la VI Zona Libera e la XIII Piacenza e zona dell'Oltrepò e alessandrino; i reparti della Repubblica di Salò svolsero questa volta la parte principale nell'azione, con oltre 8.000 uomini impegnati delle Divisioni "Monterosa", "San Marco" e "Littorio" contro i 3.500 partigiani della Divisione garibaldina Cichero di Aldo Gastaldi e della Divisione giellista Piacenza di Fausto Cossu, coordinate dal comandante "Miro" (nome di battaglia dello sloveno Antonio Ukmar). Il 23 agosto ebbe inizio l'attacco in forze da ogni direzione dei reparti fascisti divisi in nove colonne provenienti dall'Emilia, dal Piemonte e dalla Liguria. Sul versante ligure i garibaldini di "Virgola" (capo della Cichero) respinsero gli attacchi, mentre in altre zone si verificarono cedimenti. Nello scontro di Badalucco i garibaldini della Divisione F. Cascione inflissero perdite alle colonne nemiche; a Novi Ligure e a Varzi si batterono con valore i reparti dell'"Americano" e di "Peter"; infine le colonne nazifasciste si spinsero sull'Antola e occuparono Torriglia. Nonostante i successi, il rastrellamento in realtà non aveva distrutto le forze della Resistenza che ripresero subito la loro attività: nell'Oltrepò Pavese i partigiani della "Crespi" e della "Capettini" occuparono Varzi e catturarono un gruppo di alpini della "Monterosa", mentre i reparti liguri riorganizzarono le loro forze e studiarono nuove tattiche per sfuggire al nemico. Anche il Veneto, infine, venne investito dalla repressione nazifascista: dall'11 agosto i garibaldini della "Garemi" dovettero battersi duramente in val Posina, sopra Schio; il sacrificio di un gruppo partigiano, guidato da "il marinaio" (Bruno Viola), permise al grosso di disperdersi e di evitare i massicci e violenti rastrellamenti tedeschi.
Le battaglie dell'estate 1944 si conclusero quindi con una serie di successi tattici per le forze nazifasciste, ma, nonostante il mancato concorso alleato a causa del fallimento complessivo dell'offensiva sulla Linea Gotica, i reparti partigiani mostrarono efficienza e combattività, riuscendo a evitare la distruzione e impegnando forti contingenti nemici: otto divisioni tedesche (di cui quattro in Piemonte) e circa 90.000 soldati della RSI.

### Le repubbliche partigiane
Nell'estate 1944, sempre nel clima ottimistico creato dai segni di un crollo tedesco in Italia di fronte all'offensiva alleata, il comando partigiano decise l'ambizioso progetto di creare delle "Zone libere" ovvero vere e proprie "Repubbliche partigiane" in alcuni territori montani e collinari dell'Italia settentrionale, lungo l'arco delle Alpi e dell'Appennino settentrionale, liberati dall'occupazione nazifascista. Questi progetti, che prevedevano la costituzione di strutture di governo amministrative e concreti programmi economici e sociali, ampliavano le precedenti esperienze spontanee della Repubblica di Maschito, nel Vulture in Basilicata, della Repubblica del Corniolo e delle cosiddette "piccole repubbliche" che, create nella primavera 1944, avevano subito in luglio e agosto i duri rastrellamenti tedeschi.

Bandiera della Repubblica (partigiana) dell'Ossola usata secondo Bocca
(8 settembre 1944 - 23 ottobre 1944).

Le tre "grandi repubbliche", precedute dall'esperienza della repubblica di Montefiorino nell'Appennino modenese, si costituirono tra l'agosto e il novembre 1944 in val d'Ossola, in Carnia e nell'Alto Monferrato; soprattutto la repubblica dell'Ossola assunse grande importanza, per la sua numerosa popolazione (oltre 80.000 abitanti), la sua ricchezza economica e anche per l'importanza strategica. Confinante con la Svizzera, la repubblica attirò anche l'attenzione dei comandi e dei servizi alleati guidati dall'americano Allen Dulles e dal britannico John McCaffery che ipotizzarono, in contemporanea alla ripresa dell'offensiva alleata sulla Linea Gotica in direzione di Rimini e del passo del Giogo, di rafforzare l'enclave attraverso il confine elvetico e anche con l'impiego dell'aeroporto di Domodossola.

Alfredo Di Dio, comandante della Divisione "Valtoce", caduto durante la difesa della Repubblica dell'Ossola.

I comandanti partigiani "Mauri" (a sinistra) e "Nord" (al centro), capi delle formazioni autonome nella repubblica di Alba.

La liberazione dell'Ossola, difesa da forze scarse e in parte demoralizzate, fu rapida: il 26 agosto i garibaldini della brigata Redi attaccarono e occuparono Baceno e nei giorni seguenti una serie di presidi fascisti vennero abbandonati o si arresero, mentre ai primi di settembre le valli alte vennero completamente occupate dalle reparti di Arca e Filippo Frassati della Brigata garibaldina Piave. L'8 settembre i partigiani delle Fiamme Verdi della Divisione "Valtoce" di Alfredo Di Dio e quelli della Divisione autonoma "Valdossola" di Dionigi Superti diedero inizio all'offensiva dalla bassa valle: a Piedimulera i reparti della Brigata Nera di Carrara caddero in un'imboscata, mentre gli altri reparti tedeschi e fascisti ripiegarono verso Domodossola. Dopo trattative tra il presidio tedesco e i partigiani, le forze nazifasciste abbandonarono la città e i partigiani entrarono nella capitale dell'Ossola accolti festosamente dalla popolazione. Venne subito costituita una giunta politico-amministrativa presieduta dal socialista Ettore Tibaldi, arrivato da Lugano, con i comunisti Concetto Marchesi, Gian Carlo Pajetta, Umberto Terracini, i socialisti Santi, Vigorelli, Mario e Corrado Bonfantini e il democristiano Piero Malvestiti.
Le altre due "grandi repubbliche" partigiane vennero organizzate lentamente nell'estate e autunno 1944; in Carnia la giunta si stabilì ad Ampezzo il 26 settembre, mentre la difesa della zona libera, abitata da 78 000 persone, rimase divisa tra la Divisione garibaldina "Friuli-Natisone" e la Divisione Osoppo, che non costituirono un comando unificato soprattutto a causa della decisione del Partito Comunista Italiano di trasferire sotto comando operativo jugoslavo le sue forze, provocando le vive proteste osovane. L'Alto Monferrato venne invece organizzato ufficialmente solo il 5 novembre dalle forze partigiane delle divisioni Garibaldi di Giambattista Reggio e "Ulisse" (Davide Lajolo) e dalla divisione autonoma di "Tino", dipendente dal gruppo di "Mauri", nel frattempo attestato a difesa della repubblica di Alba. I cospicui e ben armati reparti autonomi del 1º Gruppo Divisioni Alpine guidate da "Mauri" (Enrico Martini) e "Nord" (Piero Balbo), affiancati da formazioni partigiane garibaldine della Divisione "Langhe", dopo essere entrate ad Alba il 10 ottobre costituirono posizioni difensive lungo il Tanaro e respinsero inviti alla trattativa da parte dei nazifascisti.

### Offensive e rastrellamenti nazifascisti

Partigiani in azione durante la difesa della repubblica dell'Ossola.

Alla fine di ottobre 1944 i tentativi alleati di superare le difese tedesche sulla linea Gotica e irrompere nella pianura Padana ebbero termine con un insuccesso strategico complessivo, provocando un inatteso prolungamento della guerra in Italia e aggravando gravemente la situazione delle forze partigiane combattenti nei territori occupati che durante l'estate, in previsione della vittoria alleata, erano passate all'offensiva allargando notevolmente il territorio controllato e costituendo numerose "zone libere". Fin dal 1º ottobre il feldmaresciallo Kesselring fu infatti in grado di diramare i primi ordini alle sue forze per organizzare un'operazione coordinata di repressione e rastrellamento sistematico per schiacciare finalmente i partigiani, rioccupare le "zone libere" e intimorire con metodi di lotta aggressivi la popolazione apparentemente favorevole alla resistenza. Già in settembre le forze nazifasciste erano passate all'offensiva antipartigiana attaccando le forze della resistenza asserragliate in posizioni difensive sul monte Grappa: col sostegno di artiglieria e armi pesanti i tedeschi attaccarono i partigiani distruggendo la brigata "Italia libera" e disperdendo con perdite i reparti garibaldini e delle Matteotti. Entro la fine del mese i nazifascisti completarono il rastrellamento sul Grappa, costellato di rappresaglie, devastazioni e violenze sui civili.
Dopo questo primo successo Kesselring sferrò quindi il grande rastrellamento globale su tutte le posizioni partigiane con l'impiego di sei divisioni tedesche, quattro della Repubblica di Salò e le varie milizie di partito; gli attacchi incominciarono simultaneamente contro le "repubbliche" della Carnia e dell'Ossola. L'attacco alla repubblica dell'Ossola, la più importante delle zone libere partigiane, ebbe inizio il 9 ottobre e venne condotto da circa 13.000 uomini in grande maggioranza fascisti repubblicani, affiancati solo da un piccolo gruppo di tedeschi. L'offensiva, favorita da una netta superiorità numerica e di mezzi, ebbe subito successo: i nazifascisti penetrarono nella repubblica attraverso la valle Cannobina, mentre a Domodossola si diffondevano panico e confusione.
Ebbe quindi inizio l'esodo della popolazione verso il confine svizzero per evitare le rappresaglie, mentre lo stesso comandante della Divisione "Valtoce", Alfredo Di Dio, venne ucciso in un'imboscata. Dopo un'aspra resistenza da parte di reparti della "Valtoce" e della "Valdossola", il giorno dopo (14 ottobre) i fascisti raggiunsero e occuparono Domodossola, entrando nella città deserta, mentre 35.000 civili fuggivano verso nord. Gli ultimi scontri si ebbero il 19 ottobre, mentre i reparti nazifascisti devastavano il territorio e i capi politici dell'Ossola fuggivano in Svizzera. I resti delle forze partigiane si frammentarono in tre gruppi: Superti si diresse in val Divedro mentre i garibaldini della "Redi" in parte ripiegarono in val Formazza e in parte riuscirono, al comando di "Livio" (Paolo Scarponi) e del "colonnello Delli Torri" (Giuseppe Curreno), a raggiungere ai primi di novembre la Valsesia, dove confluirono nelle formazioni di Moscatelli.

Partigiani autonomi del 1º Gruppo Divisioni Alpine del comandante "Mauri".

Il 2 novembre ebbe inizio l'attacco nazifascista, rafforzato con le forze dell'intera 34ª divisione tedesca, alla repubblica di Alba; dopo l'inatteso passaggio da parte nemica del Tanaro sull'unico ponte rimasto, i partigiani si trovarono in difficoltà e "Mauri" abbandonò Alba, ripiegando opportunamente sulle colline, dove gli autonomi e i garibaldini combatterono con efficacia e abilità. Ben riforniti di armi dai lanci aerei alleati, i partigiani di "Mauri" (Martini) e "Nord" (Balbo), guidati da ufficiali effettivi, condussero per oltre un mese una serie di scontri nei vari abitati collinari, resistendo alle superiori forze nemiche fino al 20 dicembre, subendo oltre 100 morti e 100 feriti ma infliggendo dure perdite ai tedeschi e rallentandone l'avanzata. Dopo i duri scontri nelle Langhe le forze tedesche e fasciste furono rafforzate e riorganizzate e il 2 dicembre sferrarono l'attacco nell'Alto Monferrato; le forze partigiane in questa "repubblica", guidate da "Ulisse" (Davide Lajolo) e "Augusto" (Francesco Scotti), avevano ottenuto due successi a Bruno il 20 ottobre e a Bergamasco il 4 novembre, ma, di fronte alla potenza delle forze nemiche, decisero questa volta di rinunciare alla lotta frontale e passare alla fase di sganciamento. I garibaldini di "Ulisse" evitarono la distruzione, ma le truppe nazifasciste ripresero il controllo del territorio e nelle settimane seguenti estesero le loro operazioni su tutte le vallate alpine dove i partigiani si batterono accanitamente in condizioni meteorologiche proibitive.

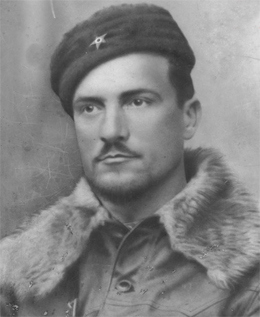
Davide Lajolo "Ulisse", comandante garibaldino della Repubblica dell'Alto Monferrato.

La più violenta, sanguinosa e prolungata offensiva nazifascista si diresse dal 27 settembre contro la repubblica della Carnia e coinvolse oltre 40.000 soldati tedeschi, fascisti repubblicani e un insieme di reparti etnici, croati, georgiani, francesi collaborazionisti e cosacchi del Don e del Kuban. L'attacco venne sferrato inizialmente lungo il corso dell'Isonzo a Faedis, difesa dai garibaldini della Divisione Natisone e dalle Divisioni Osoppo. I partigiani si batterono validamente, ma dopo poche ore il 28 settembre dovette essere dato ordine di sganciamento di fronte alla potenza di fuoco nemica. La manovra venne intercettata e i tedeschi inflissero pesanti perdite a osovani e garibaldini: tutta la zona libera a ovest del Tagliamento venne rastrellata, con gravi devastazioni, incendi di villaggi, deportazioni e rappresaglie.
La seconda fase dell'offensiva nazifascista in Friuli ebbe inizio tra il 2 e l'8 ottobre (operazione "Waldlaufer") sia a nord del Tagliamento sia nell'ansa del fiume. La brigata "Carnia" venne decimata mentre nella zona Frisarco-Redona i tedeschi vennero sorpresi dal fuoco dei partigiani e dovettero ripiegare. Dopo una sosta gli attacchi ripresero il 27 novembre e le truppe da montagna tedesche effettuarono una manovra d'aggiramento attraverso la Clautana, mentre le Waffen-SS attaccarono i garibaldini e i battaglioni della Decima MAS "Barbarigo" e "Valanga" puntarono su Redona. Oltre 30 000 nazifascisti respinsero lentamente i 5 000 partigiani osovani e garibaldini che, guidati da "Ninci" (Lino Zocchi) e "Andrea" (Mario Lizzero), ripiegarono su un terreno di montagna impervio e quasi disabitato e sferrarono contrattacchi in cui si distinsero anche gli ex prigionieri sovietici del "battaglione Stalin". Infine il 7 dicembre il comandante delle Osoppo "Verdi" (Candido Grassi) diede ordine di sganciamento e i superstiti attraversarono le linee nemiche per trovare riparo in pianura. La "repubblica della Carnia" era finita; le perdite furono pesanti per entrambe le parti, le devastazioni provocate dai rastrellamenti ingenti e le rappresaglie e deportazioni da parte particolarmente dei reparti cosacchi furono numerose, mentre nascosti nelle grotte delle montagne più disagiate rimasero piccoli nuclei di partigiani.

### Crisi e ripresa della Resistenza
Il 13 novembre 1944, mentre nell'Italia settentrionale le massicce operazioni di repressione nazifasciste provocavano dure perdite nelle file partigiane, il generale Alexander diramava via radio un suo proclama ai combattenti del movimento della Resistenza attraverso cui li invitava a interrompere le azioni contro il nemico e a ripiegare ponendosi sulla difensiva in attesa della ripresa alleata di primavera. Il proclama, sebbene corretto dal punto vista operativo, ebbe effetti deprimenti e demoralizzanti sui combattenti partigiani e innescò reazioni polemiche, inducendo i vertici comunisti e giellisti del movimento a respingere le posizioni attendiste e rinunciatarie delle forze conservatrici e del generale Cadorna e a stimolare invece una concezione più attiva della guerra partigiana, al fine di scongiurare un'eventuale dispersione o disgregazione generale dei reparti.

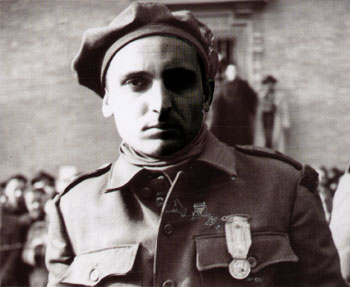
Arrigo Boldrini "Bülow", comandante delle formazioni garibaldine nel ravennate che collaborarono attivamente con le forze alleate.

Nonostante le direttive dei capi e la resistenza dei nuclei più solidi, l'inverno del 1944 fu molto difficile per i partigiani: le dure e spietate operazione di repressione, le sconfitte, la mancanza di sostegno alleato, il tempo inclemente in montagna provocarono una grave crisi del movimento. Molte formazioni si sciolsero o si dispersero; l'amnistia proclamata dal regime di Salò il 28 ottobre 1944 e le offerte tedesche di clemenza in cambio di un arruolamento come lavoratori nell'Organizzazione Todt, appoggiate in alcuni casi anche dalle gerarchie ecclesiastiche, ottennero risultati, e in gruppi o individualmente molti combattenti abbandonarono le armi e si consegnarono. I partigiani attivi a dicembre scesero a soli 50.000 elementi ancora effettivamente in azione. Altre fonti riducono il numero dei combattenti ancora in azione a soli 20-30.000 uomini.
Anche i quadri dirigenti del movimento furono duramente colpiti dalla repressione nazifascista, che riuscì a smantellare numerose strutture di comando nelle città; in Piemonte vennero catturati il colonnello Contini e Gino Barocco, capo di stato maggiore del comando regionale, e soprattutto venne arrestato e ucciso a Cuneo Duccio Galimberti; il suo posto di responsabile di tutte le formazioni gielliste piemontesi venne assunto da Dante Livio Bianco. A Milano venne catturata una parte dei componenti del comando generale del CVL, tra cui Sergio Kasman, il liberale Argenton e lo stesso Ferruccio Parri; a Ferrara i fascisti repubblichini arrestarono e uccisero sommariamente tutti i componenti del locale CLN. Una violenta repressione, costellata di violenze ed esecuzioni, si abbatté sulla resistenza gappista nelle città dell'Italia.
La profonda crisi della Resistenza richiese nuove decisioni operative da parte delle strutture di comando centrali; su iniziativa soprattutto del comandante Colajanni "Barbato", venne quindi presa la decisione di attuare la cosiddetta "pianurizzazione". Questa scelta strategica, in realtà imposta anche dall'impossibilità pratica di continuare a combattere in montagna a causa delle difficoltà di rifornimento, della pressione nemica e anche dell'ostilità di una parte delle popolazioni locali, esasperate e terrorizzate da rappresaglie e repressioni nazifasciste, prevedeva quindi che le formazioni partigiane ancora attive scendessero in pianura lasciando in alta montagna solo piccoli nuclei rifugiati nei territori più impervi. La "pianurizzazione" divenne, a seconda dei casi, una ritirata, con la dispersione in gruppi piccoli, poco efficienti e prevalentemente passivi, nascosti spesso nelle cosiddette "buche", o una vera espansione aggressiva, come nel caso delle formazioni di Moscatelli nella pianura di Novara e Vercelli. Nel Monferrato si trasferirono invece i garibaldini di "Barbato", mentre nelle Langhe rifluirono, accanto agli autonomi di "Mauri" e ai garibaldini di "Nanni", i reparti giellisti della Val Grana.
Nonostante la profonda crisi nelle file della Resistenza in alta Italia, i partigiani riuscirono ancora a partecipare attivamente ai combattimenti autunnali: in particolare in Emilia, il 7 novembre, i gappisti bolognesi coordinati da Ilio Barontini organizzarono a Porta Lame una dura ed efficace resistenza contro le superiori forze fasciste e ripiegarono dopo un'intera giornata di combattimenti che costarono perdite al nemico. In dicembre Arrigo Boldrini "Bülow", comandante dei garibaldini nel ravennate, preparò un piano di battaglia per la liberazione di Ravenna, in parte adottato dal comando alleato; i suoi partigiani collaborarono attivamente alla liberazione della città. Oltre a questi successi, i partigiani dovettero subire anche sconfitte e nuove repressioni, come a Guselli, nel piacentino e nella battaglia di Monte Caio, mentre nell'Oltrepò pavese i gruppi vennero quasi completamente dispersi.

Partigiani impegnati sul passo del Mortirolo.

La Resistenza riuscì a superare le gravi difficoltà per la saldezza della sua dirigenza politico-militare, per la combattività del nucleo costitutivo formato dai cosiddetti "partigiani dei due inverni" e soprattutto per la situazione generale del conflitto mondiale, ormai decisamente favorevole alle potenze alleate. Si moltiplicarono inoltre i segni di disgregazione nel campo nazifascista, nonostante un ultimo momento di fiducia nel periodo della offensiva delle Ardenne, contemporanea al ritorno di Mussolini a Milano il 16 dicembre. Decisivo fu infine il grande potenziamento degli aiuti delle potenze anglosassoni che, più solleciti alle necessità della lotta partigiana, secondo le indicazioni del nuovo comandante in capo generale Clark, e desiderosi di un sostegno nelle retrovie tedesche in vista dell'offensiva finale, fornirono in abbondanza armi, vettovaglie ed equipaggiamenti, che permisero di ricostituire le formazioni partigiane, di equipaggiarle adeguatamente e trasformarle in unità più omogenee, meglio organizzate e preparate.
Nei primi mesi del 1945 le forze nazifasciste sferrarono nuove operazioni di rastrellamento principalmente con piccoli reparti leggeri; le cosiddette "escursioni antipartigiane" del gennaio e febbraio 1945 non ottennero però risultati di rilievo e incontrarono la crescente opposizione delle forze partigiane in fase di crescita e rafforzamento. In Valle Maira i giellisti della 2ª divisione alpina sorpresero alcuni reparti della divisione "Monterosa"; a Cantalupo i garibaldini respinsero un'incursione nazista, mentre nel bosco del Cansiglio una colonna tedesca subì pesanti perdite. Anche l'attacco sul passo del Mortirolo dei militi della "Tagliamento" venne respinto dall'efficace difesa dei partigiani delle Fiamme Verdi della "Tito Speri".
Mentre fronteggiavano con successo le ultime offensive repressive nazifasciste, le formazioni partigiane organizzarono anche la cosiddetta "guerra di corsa" in pianura: nel basso Monferrato, lungo le vie per Asti e Milano, dove erano in azione il GMO ("Gruppo Mobile Operativo") giellista e i matteottini di Piero Piero; nella pianura tra Vercelli e Novara, dove le forti brigate Garibaldi di Moscatelli e Gastone arrivarono fino alle porte di Pavia; nel Veneto, dove i garibaldini della "Nanetti" intralciarono pesantemente le comunicazioni tedesche verso l'Austria e l'Ungheria.

## Insurrezione generale e liberazione
(Proclama del CLNAI, aprile 1945)

### Primavera 1945
Secondo le stime diffuse dal Corpo volontari della libertà nel 1972, il numero di partigiani ai primi di marzo del 1945 aveva raggiunto la consistenza di circa 80.000 combattenti; nelle settimane successive, mentre su tutti i fronti europei erano in corso le grandi offensive finali degli Alleati e l'Armata Rossa marciava su Berlino, si assistette a un grande aumento di effettivi, dovuto anche all'afflusso di elementi entusiasti, ma in pratica non combattenti o entrati nel movimento anche per motivi opportunistici. Per l'aprile 1945 lo stesso comando generale del CVL calcolò una forza attiva di 130 000 partigiani; nei giorni dell'insurrezione generale si raggiunse ufficialmente un numero di circa 250 000-300 000 uomini e donne. In realtà, dal punto di vista operativo, nei giorni dell'insurrezione le forze partigiane effettivamente attive e combattenti ammontarono a circa 100.000 uomini e donne, con le formazioni più numerose in Piemonte (30 000), Lombardia (9 000), Veneto (12 000), Emilia (12 000). Di questi 100 000 combattenti attivi, circa 51 000 appartenevano alle unità comuniste delle Brigate Garibaldi. Queste formazioni, ora ben armate, equipaggiate e teoricamente unificate (nonostante la forte persistenza tra i partigiani del settarismo partitico originario) erano molto più efficienti delle vecchie bande uscite quasi distrutte nel 1944.

Cino Moscatelli, al centro, insieme con i partigiani garibaldini della Valsesia

Il numero di partigiani effettivi alla fine della guerra è tuttavia oggetto di dibattito. Una stima governativa del 1947 quantificava in 223.639 il numero di combattenti e in 122.518 il numero di individui accreditati come patrioti per la loro collaborazione alla lotta partigiana. Il dato è tuttavia da considerare come approssimativo rispetto alla consistenza reale del fenomeno.
In questa fase finale della guerra, nonostante i segni di dissoluzione presenti a livello della truppa e anche dei comandi, le forze nazifasciste erano ancora consistenti numericamente e tuttora meglio armate ed equipaggiate delle formazioni partigiane. L'esercito tedesco era sempre in gran parte impegnato sulla linea del fronte per cercare di contenere l'inevitabile offensiva alleata, ma manteneva ancora nove divisioni di riserva nella valle del Po con circa 90.000 soldati; i reparti della Repubblica di Salò impegnati nella repressione disponevano di 102.000 uomini, divisi tra 72.000 nella Guardia Nazionale Repubblicana, 22.000 nelle Brigate Nere, 4.800 nella Decima MAS, 1.000 nella "Ettore Muti"; rimanevano infine circa 35.000 uomini inquadrati nelle quattro divisioni regolari del maresciallo Graziani. Tutti questi reparti fascisti mostravano, nell'aprile 1945, cedimenti del morale e segni di disgregazione. A livello della dirigenza politico-militare della RSI si prepararono piani per un trasferimento dell'amministrazione a Sondrio, per organizzare un rifugio sicuro in Svizzera, per costituire, secondo i progetti di Alessandro Pavolini, un ridotto fortificato in Valtellina dove combattere l'ultima battaglia.
Nelle settimane precedenti l'offensiva finale alleata le formazioni partigiane sferrarono una serie di costosi attacchi, non sempre coronati da successo: a Busca, con un fortunato colpo di mano, i giellisti di Bocca e Macciaraudi sorpresero i reparti della "Littorio", mentre in Valsesia i garibaldini di Gastone e Moscatelli liberarono i centri di Fara e Romagnano, ma subirono perdite a Borgosesia. Il 15 aprile i partigiani vennero respinti ad Arona, mentre altri reparti guadagnarono terreno in Liguria. Fin da febbraio i capi della Resistenza al nord, il CLNAI e i CLN locali studiarono i piani dell'insurrezione generale, ritenuta indispensabile soprattutto dai comunisti e dagli azionisti per anticipare gli alleati e dimostrare la volontà democratica e antifascista del popolo italiano. Furono quindi approntati piani per salvare, con l'aiuto degli operai, le centrali elettriche e gli impianti industriali dalle distruzioni preparate dai tedeschi; a Genova divenne essenziale evitare la distruzione del porto, a Milano e Torino vennero preparati piani dettagliati per l'arrivo delle brigate partigiane di montagna sulle due città e per impedire la fuga delle truppe nazifasciste.
Durante le ultime settimane della guerra, per la Resistenza si presentarono anche gravi difficoltà politiche: l'inviato del governo di Roma, il sottosegretario Aldobrando Medici Tornaquinci, paracadutato al nord, chiarì definitivamente al CLNAI, durante un teso incontro, l'intenzione alleata di disarmare le formazioni e assumere i pieni poteri, mettendo da parte i CLN. Si moltiplicarono inoltre le manovre della Chiesa per favorire accordi tra i moderati e i fascisti ed evitare un'insurrezione con un'eventuale presa del potere comunista, mentre gli Alleati invitarono a limitare le azioni al sabotaggio e manifestarono preoccupazioni sugli obiettivi delle forze partigiane. Inoltre nello stesso tempo erano in corso colloqui segreti tra il generale Wolff e il capo dell'OSS in Svizzera Allen Dulles per affrettare la resa separata delle forze tedesche in Italia, abbandonando al loro destino le forze superstiti della Repubblica di Salò; l'iniziativa di Wolff cercava di sfruttare i timori antisovietici degli alleati e provocò un duro scontro al massimo livello tra i Tre grandi. In questa atmosfera confusa (lo storico Roberto Battaglia ha definito "nido di vipere" la fitta rete di intrighi, sospetti, incontri da parte delle forze moderate per intralciare in questa fase finale la Resistenza), Mussolini arrivò a Milano la sera del 18 aprile con pochi fedelissimi, apparentemente per organizzare, nonostante lo sfacelo in corso, l'ultima difesa del fascismo.

### Insurrezione
L'offensiva finale alleata ebbe inizio il 9 aprile 1945 e si sviluppò rapidamente; le forze tedesche vennero rapidamente sconfitte e, dopo un tentativo di resistenza sulle linee dei fiumi perpendicolari alla via Emilia, incominciarono il ripiegamento in disordine. La mattina del 14 aprile reparti del Gruppo di Combattimento "Friuli" entrarono a Imola, subito seguiti dai polacchi del generale Władysław Anders, accolti festosamente dalla popolazione. Tra il 17 e il 19 aprile il fronte tedesco venne definitivamente sfondato nel settore di Argenta e le mobili colonne alleate dilagarono nella valle Padana.
Il 10 aprile il Partito Comunista diramò la sua Direttiva n. 16 riguardo l'insurrezione generale; il 16 aprile il CLNAI comunicò le direttive insurrezionali a tutte le forze della Resistenza e decretò anche la condanna a morte per Mussolini e tutti i gerarchi della RSI. Quindi il 19 aprile 1945, mentre gli Alleati dilagavano nella valle del Po, i partigiani diedero il via all'insurrezione generale con la parola d'ordine "Arrendersi o perire!". Dalle montagne i partigiani confluirono verso i centri urbani del Nord Italia, occupando fabbriche, prefetture e caserme. Nelle fabbriche occupate dagli operai entrati in sciopero insurrezionale venne dato l'ordine di proteggere i macchinari dalla distruzione. Le sedi dei quotidiani furono usate per stampare i giornali clandestini dei partiti. Mentre avveniva ciò, le formazioni fasciste si sbandavano e le truppe tedesche battevano in ritirata; si consumava così il disfacimento delle truppe nazifasciste, che davano segni di cedimento già dall'inizio del 1945.

I partigiani a Milano il 28 aprile 1945; si riconoscono Cino Moscatelli (con il cappello da alpino) e, alla sua sinistra, Pietro Secchia e Luigi Longo

Il 19 aprile la divisione partigiana "Bologna", guidata da Aldo Cucchi "Jacopo", diede inizio all'insurrezione nel capoluogo emiliano, mentre altri reparti scendevano dalle montagne; la mattina del 21 aprile entrarono a Bologna i soldati del II Corpo polacco del generale Anders con i partigiani abruzzesi della Brigata Maiella, i soldati italiani dei gruppi di combattimento "Friuli" e "Legnano" e due divisioni di fanteria americane. Dopo scontri all'interno dell'area cittadina da parte di partigiani e forze regolari contro franchi tiratori e centri di resistenza fascisti, entro la serata venne completata la liberazione della città. Il 21 aprile ebbe inizio l'insurrezione a Ferrara e il 22 a Modena; le brigate cittadine affrontarono aspri scontri contro le truppe tedesche in ritirata e i reparti fascisti, in attesa dell'arrivo delle colonne motorizzate alleate. I partigiani discesero dalle montagne e si impegnarono a cercare di bloccare le truppe tedesche in rotta a Casaltone e a Fornovo; in quest'ultima località si uniranno nelle ostilità con le truppe Alleate brasiliane, già impegnate nell'ultima grande battaglia campale in territorio italiano, conosciuta come la battaglia della Sacca di Fornovo.
Tra il 24 e il 25 aprile gli Alleati liberarono anche Reggio Emilia e Parma, dove la resistenza cittadina aveva già preso in parte il controllo dei luoghi più importanti, e il 29 aprile Piacenza. Nel complesso, in Emilia le forze partigiane di montagna furono in parte sorprese dalla velocità dell'avanzata alleata e quindi giunsero in ritardo nelle città, già liberate dalle truppe regolari anglo-americane con il concorso delle formazioni GAP e SAP cittadine.

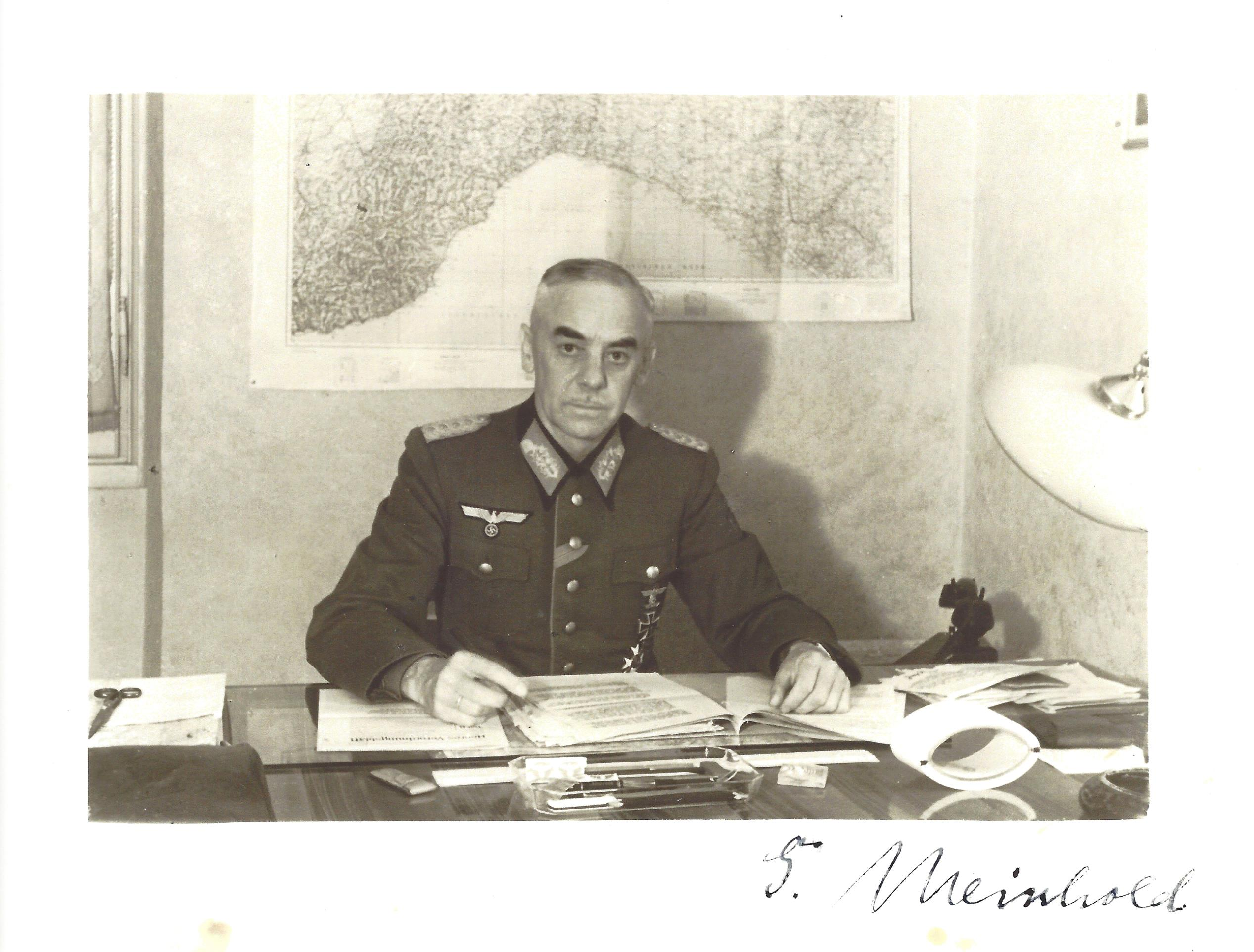
Il generale tedesco Günther Meinhold, comandante della piazza di Genova nel 1945

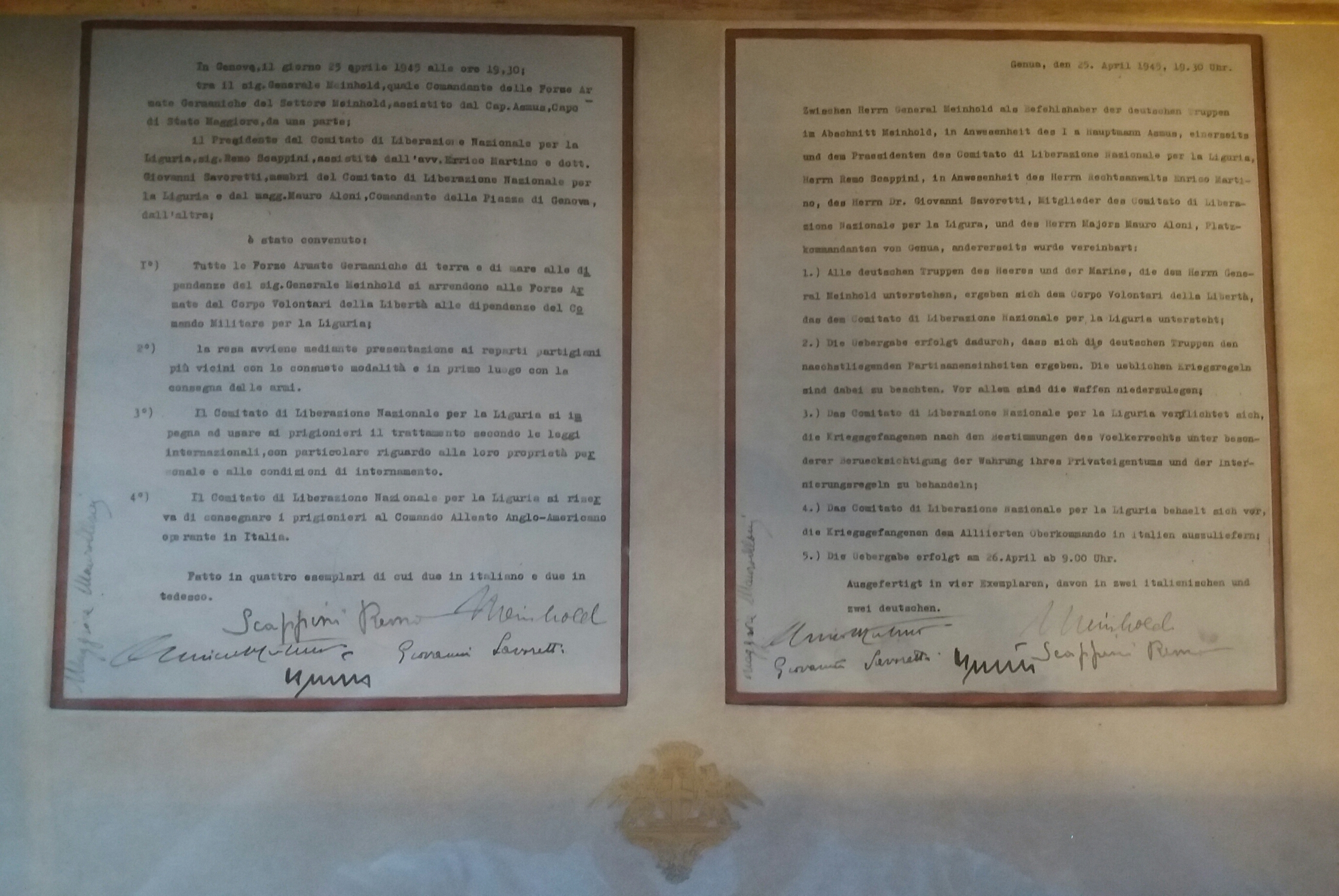
L'atto di resa delle truppe tedesche al CLN di Genova

A Genova il comandante della piazza tedesca, generale Günther Meinhold, cercò di trattare, senza successo, con i partigiani della Divisione garibaldina Pinan-Cichero (guidati da Aldo Gastaldi "Bisagno") appostati sulle montagne che dominano la città, mentre il capitano di vascello Bernighaus organizzava la distruzione del porto. Violenti scontri si accesero al centro della città tra le squadre GAP e i reparti tedeschi e fascisti, mentre i garibaldini della brigata Balilla, guidata da "Battista", raggiunsero Sampierdarena. Il generale Meinhold firmò la resa del presidio alle ore 19:30 del 25 aprile nelle mani del capo del CLN locale, l'operaio Remo Scappini, dopo che tutte le vie di uscita erano state bloccate dai garibaldini di "Bisagno". Il capitano di vascello Berlinghaus e il capitano Mario Arillo della Decima MAS continuarono tuttavia la resistenza, decisi a eseguire le distruzioni previste; dopo nuovi scontri con i partigiani delle Divisioni Cichero e Mingo (comandati da "Miro" e "Boro"), scesi in città la sera del 26 aprile, anche gli ultimi reparti nazifascisti si arresero. I partigiani avevano salvato il porto dalla distruzione e catturato 6.000 prigionieri, che furono consegnati agli Alleati, giunti il 27 aprile a Nervi. Solo la batteria tedesca di Monte Moro resistette ancora e si arrese alle truppe statunitensi in arrivo.

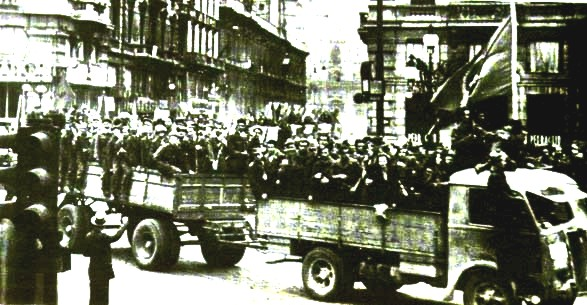
Sfilata di automezzi dei partigiani per le vie di Bologna

In Piemonte le formazioni partigiane scesero dalle montagne e puntarono su tutte le città principali, rischiando lo scontro frontale con le divisioni tedesche in ritirata; mentre le unità gielliste più forti si diressero su Cuneo, i garibaldini di "Barbato" e "Nanni" e gli autonomi di "Mauri" puntarono su Torino, nonostante l'invito del colonnello britannico Stevens (comandante delle missioni alleate) di non muoversi, e le Brigate Garibaldi di "Ciro" e Moscatelli avanzarono su Novara. Il 25 aprile ebbero inizio gli scontri per Cuneo; dopo aver costretto alla resa le unità dell'esercito di Salò (divisioni "Monterosa" e "Littorio"), i reparti partigiani giellisti di Ettore Rosa, "Detto" Dalmastro, "Gigi" Ventre, Nuto Revelli, Giorgio Bocca affrontarono duri combattimenti con i tedeschi decisi a mantenere il controllo delle comunicazioni. Solo il 29 aprile, dopo alcune trattative con i tedeschi, finalmente le forze partigiane gielliste, a cui si erano uniti i garibaldini dei comandanti Comollo e Bazzanini e gli autonomi di Pietro Cosa, liberarono la città, mentre si tennero a distanza sulle alte valli i reparti francesi.
A Torino, mentre alcune colonne nazifasciste si avviavano verso Ivrea per attendere gli Alleati e arrendersi, i reparti fascisti repubblichini radunarono alcuni reparti e ingaggiarono aspri scontri con i partigiani, che raggiunsero la città dalle montagne il 28 aprile. Le colonne militari tedesche del "gruppo Liebe" (due divisioni di fanteria) riuscirono a ripiegare, dopo violenti combattimenti, attraverso l'abitato. Quindi, mentre alcuni reparti della RSI abbandonavano il capoluogo piemontese per avviarsi nella Valtellina, il grosso dei fascisti torinesi della Brigata Nera Athos Capelli rimasti in armi decideva di continuare a combattere. Le Brigate Garibaldi di Giovanni Latilla "Nanni", Vincenzo Modica "Petralia" e Pompeo Colajanni "Barbato" (3 000 uomini), gli autonomi di Enrico Martini "Mauri" (1 000), i reparti "Giustizia e Libertà" (1 600) liberarono gran parte della città dopo violenti combattimenti, salvaguardando i ponti in attesa dell'arrivo degli alleati, che giunsero a Torino il 1º maggio.

La brigata partigiana "Buranello" sfila a Sestri Ponente

Fin da marzo a Milano era stato costituito un "Comitato insurrezionale" formato da Luigi Longo, Sandro Pertini e Leo Valiani, che la mattina del 24 aprile, dopo le prime notizie provenienti da Genova, prese la decisione di dare inizio all'insurrezione nel capoluogo lombardo; la sera dello stesso giorno le brigate SAP diedero inizio ai combattimenti nelle fabbriche della periferia, mentre alcuni reparti garibaldini si avvicinavano da sud e da ovest. Il 25 e il 26 i partigiani fecero notevoli progressi e raggiunsero la cerchia dei Navigli, mentre alcuni reparti fascisti avevano già abbandonato la città. I tedeschi restarono in armi nei loro quartieri senza combattere, secondo gli ordini del generale Wolff; la Brigata Nera Aldo Resega abbandonò le sue posizioni dentro la città, la Guardia Nazionale Repubblicana si sciolse spontaneamente. La Guardia di finanza si unì agli insorti, mentre la Decima MAS, invece di ripiegare in Valtellina, rimase accasermata e si arrese senza combattere. Il 27 aprile alle ore 17:30 arrivarono per primi in città, con poche difficoltà, i garibaldini delle brigate dell'Oltrepò Pavese guidate da Italo Pietra "Edoardo" e Luchino Dal Verme "Maino". Il 28 aprile arrivarono i partigiani delle Brigate Garibaldi della Valsesia di Cino Moscatelli, provenienti da Novara, mentre altri reparti occuparono Busto Arsizio e le vie per la Valtellina su cui in teoria avrebbero dovuto ripiegare gli ultimi reparti della RSI.
Il pomeriggio del 28 aprile a Milano in piazza Duomo si tenne una grande manifestazione popolare per celebrare la liberazione e la vittoria della Resistenza con la presenza di molti capi partigiani e politici, tra cui Cino Moscatelli, Luigi Longo, Pietro Secchia, Giovanni Pesce. Le truppe alleate arrivarono a Milano il 1º maggio 1945.
Il 25 aprile, giorno dell'inizio dell'insurrezione a Milano, è stato assunto quale giornata simbolica della liberazione d'Italia dal regime nazifascista; denominata Festa della Liberazione, viene da allora commemorata in tutta la nazione.

### Fine della Repubblica Sociale e morte di Mussolini

Pier Luigi Bellini delle Stelle detto Pedro, il comandante del reparto partigiano che catturò Mussolini e i gerarchi

Disorientato dalla scoperta delle trattative segrete del generale Wolff con gli anglo-americani, Mussolini, dopo un vano tentativo nel pomeriggio del 25 aprile di trattare con gli esponenti del CLNAI con la mediazione del cardinale Schuster, alle ore 20 dello stesso giorno decise di abbandonare Milano in direzione del lago di Como, per motivi ancora non chiari. Con la partenza del Duce, seguito da una lunga colonna di fascisti in armi e di gerarchi, le forze della Repubblica Sociale a Milano si disgregarono.
Giunto a Como la sera del 25 aprile, Mussolini ripartì il 27, percorrendo con i gerarchi e un reparto di SS della guardia del Duce, al comando del tenente Birzer, la strada lungo la riva occidentale del lago; dopo un vano tentativo dei ministri Tarchi e Buffarini Guidi di entrare in Svizzera (sventato dalla Guardia di finanza), la colonna, a cui si erano aggiunti Pavolini e la Petacci, riprese verso nord, rafforzata dall'arrivo di un gruppo di soldati tedeschi della contraerea. Alle porte di Musso la colonna venne bloccata da reparti partigiani della 52ª Brigata Garibaldi guidati dal comandante Pier Luigi Bellini delle Stelle ("Pedro"); dopo una lunga trattativa, i soldati tedeschi, compresa la guardia SS di Birzer, ottennero il diritto di passaggio verso la Germania, mentre gli italiani vennero abbandonati nelle mani dei partigiani. Nonostante un tentativo di travestimento da soldato tedesco, Mussolini venne riconosciuto e catturato.

Walter Audisio, il "comandante Valerio" guidò la cattura e la fucilazione sommaria di Mussolini

Dopo essere stati condotti a Dongo, Mussolini e la Petacci vennero separati dagli altri gerarchi e portati a Giulino di Mezzegra; i due prigionieri vennero alloggiati per la notte in una casa contadina. Poche ore dopo Mussolini venne consegnato dai suoi catturatori a un gruppo di partigiani inviati dal CLNAI di Milano, guidati da Walter Audisio e Aldo Lampredi, due importanti esponenti del Partito Comunista all'interno delle forze della Resistenza. Il 28 aprile 1945 Mussolini e la Petacci vennero uccisi, verosimilmente dopo le ore 16, da Audisio "colonnello Valerio" e dal partigiano Michele Moretti "Pietro" lungo un muro di cinta di una villa su una strada isolata di Giulino.
Dopo l'esecuzione Audisio e Lampredi ritornarono a Dongo, dove erano stati radunati i fascisti catturati insieme con Mussolini e la Petacci; alle ore 17:17 i partigiani della 3ª Divisione Garibaldi-Lombardia, guidati dal comandante Alfredo Mordini "Riccardo", fucilarono, davanti al muretto affacciato sul lago, quindici gerarchi, tra cui Pavolini, Barracu, Bombacci, Mezzasoma, Liverani, Zerbino, e il fratello della Petacci, Marcello. Solo il maresciallo Graziani, che aveva abbandonato la colonna in precedenza, riuscì a sfuggire e venne catturato dagli Alleati al quartier generale delle SS a Cernobbio. I cadaveri di Mussolini, della Petacci e dei gerarchi fucilati vennero trasportati a Milano e esposti in piazzale Loreto, luogo di una precedente sanguinosa rappresaglia nazifascista, dove furono oggetto di oltraggi da parte della popolazione.
Il 29 aprile 1945 il Comitato di Liberazione Nazionale Alta Italia diramò un comunicato in cui affermava che "la fucilazione di Mussolini e dei suoi complici è la conclusione necessaria di una fase storica che lascia il nostro paese ancora coperto di macerie materiali e morali". Il 29 aprile la Resistenza italiana ebbe formalmente termine, con la resa incondizionata dell'esercito tedesco, e i partigiani assunsero pieni poteri civili e militari. Il 2 maggio il generale britannico Alexander ordinò la smobilitazione delle forze partigiane, con la consegna delle armi. L'ordine venne in generale eseguito e le armi in gran parte consegnate in tempi diversi nei vari luoghi, in dipendenza dell'avanzata dell'esercito alleato, della liberazione progressiva del territorio nazionale e del conseguente passaggio di poteri al governo italiano.

## Significato storico della Resistenza

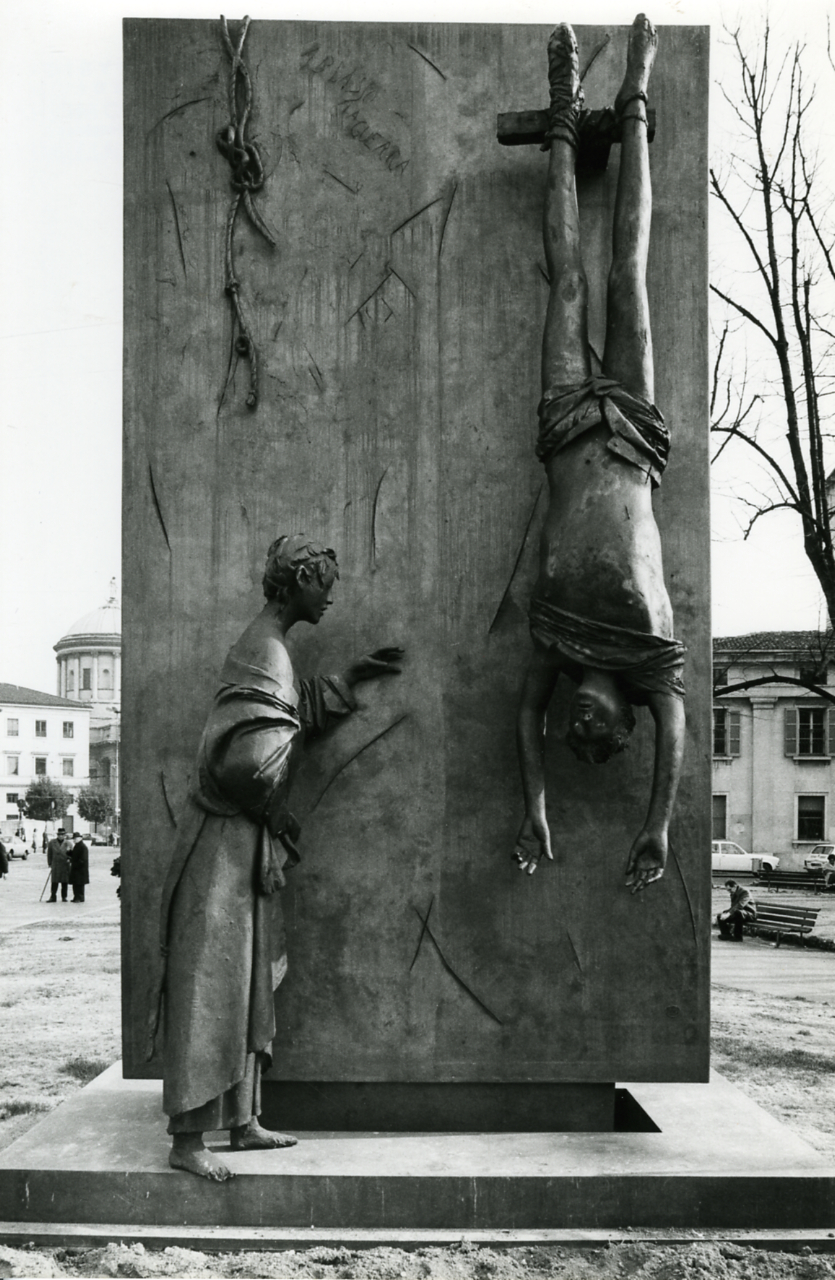
Giacomo Manzù, Monumento al partigiano (1977), Bergamo. Foto di Paolo Monti.

A giudizio delle stesse autorità alleate, la Resistenza italiana giocò un ruolo importante per l'esito della guerra in Italia e, a costo di grandi sacrifici umani, cooperò attivamente a indebolire le forze nazifasciste, a minarne il morale e a renderne precarie le retrovie, impegnando notevole parte delle unità militari o paramilitari del nemico. Anche le fonti tedesche documentano che le forze partigiane furono causa di problemi e difficoltà militari per i comandi e le truppe della Wehrmacht. Secondo il Center for the Study of Intelligence della CIA, i partigiani italiani "tennero sette divisioni tedesche occupate lontano dal fronte [con gli Alleati]", e con l'insurrezione finale dell'aprile 1945 "ottennero la resa di due divisioni tedesche, che portò direttamente al collasso delle forze tedesche entro e attorno Genova, Torino e Milano".

Monumento al partigiano di Parma.

Nel complesso il movimento partigiano ebbe, a partire soprattutto dall'estate 1944 con la costituzione del comando del CVL, una consistenza, coesione e capacità di combattimento notevoli, inferiori solo, nel quadro della Resistenza Europa al nazismo e ai collaborazionisti, all'Esercito popolare jugoslavo. Peraltro il modello jugoslavo, considerato costantemente dalla dirigenza partigiana e in particolare dai comandanti comunisti delle Brigate Garibaldi, l'esempio e il punto di arrivo ideale del movimento, rimase un mito ineguagliabile. Le differenze operative legate alle caratteristiche morfologiche del territorio, alla differente durata del fenomeno, alla diversa consistenza numerica, la presenza di modelli organizzativi caratteristici della situazione jugoslava e quindi difficilmente riproducibili in Italia, resero impossibile al movimento partigiano raggiungere l'efficienza e i risultati dell'Esercito Popolare Jugoslavo che riuscì nella parte finale della guerra a divenire un vero esercito in grado di sostenere una guerra regolare contro la potenza occupante.
Oltre alla sua importanza militare la Resistenza ebbe grande importanza dal punto di vista morale e politico, dimostrando nei confronti degli Alleati la capacità di ripresa, di sacrificio e di combattimento di almeno una parte degli italiani, e la loro nuova fiducia nei valori dell'antifascismo. Inoltre le dimensioni, l'idealità e l'efficacia del movimento partigiano influirono sugli assetti istituzionali e sul futuro italiano; secondo lo storico Santo Peli: "senza la resistenza armata, molto probabilmente, avremmo avuto un'Italia monarchica, e non sarebbe stata scritta una Costituzione profondamente innovativa sul piano della giustizia sociale". Senza dubbio tuttavia le aspirazioni di gran parte degli elementi comunisti, socialisti e azionisti (largamente maggioritari nel movimento partigiano) a favore di un nuovo Stato democratico con il coinvolgimento delle masse popolari e con riforme strutturali, sociali ed economiche, non si realizzarono pienamente; in questo senso la Resistenza italiana non riuscì a operare una rottura veramente profonda con il passato.
Secondo lo storico Miller, la Resistenza italiana fu un mito fondativo della Repubblica nell'era post-bellica. La guerra civile fu solo uno dei suoi inevitabili aspetti. Tuttavia il più importante risultato della Resistenza non fu la liberazione di molte città italiane bensì la coabitazione forzata di formazioni politiche reciprocamente ostili: in due anni di combattimenti contro un nemico comune, i leader di questi movimenti si guardarono per la prima volta con rispetto. Tale mutua comprensione, nata durante la Resistenza, probabilmente salvò l'Italia dal tipo di guerra civile che avviluppò invece la Grecia post-bellica. I fondatori della democrazia italiana strategicamente allargarono la definizione di "resistenza" per includere non solo coloro che combatterono ma anche quelli che appoggiarono la lotta contro il Fascismo, attivamente o passivamente, e persino coloro che avessero sofferto sotto il regime. Con questa definizione, la Resistenza divenne un'autentica esperienza nazionale. Secondo Miller, nonostante il mito fondativo sia stato poi "abbattuto" dalle strumentalizzazioni politiche da una parte e dalle revisioni accademiche dall'altra, esso può ancora offrire un insieme di valori degni di essere emulati in qualsiasi società democratica, rappresentando uno dei momenti più luminosi della storia dell'Italia unita.

## Le diverse anime della Resistenza
Fin dalla discussione sorta in seno ai partiti politici a seguito della lettera di intenti presentata dal Partito d'Azione nel novembre 1944, si evidenziarono le profonde differenze di obiettivi e di metodi presenti all'interno delle forze antifasciste. Durante il cosiddetto "dibattito delle cinque lettere", di fronte alle proposte azioniste di costituire un vero "governo del CLNAI" con poteri straordinari al nord, i comunisti, teoricamente in accordo, mantennero, nella pratica, la posizione togliattiana di unità nazionale e di sostegno al governo "unitario" di Roma, i socialisti si limitarono a espressioni teoriche massimaliste, mentre la Democrazia Cristiana respinse nettamente le proposte, favorendo l'instaurazione di una classica democrazia parlamentare.
Nella dirigenza comunista apparentemente il segretario generale Togliatti, seguendo anche le indicazioni staliniane, aveva abbandonato propositi rivoluzionari immediati e adottato una politica tendente a rafforzare l'influenza e la diffusione di massa del PCI e a introdurre pacificamente riforme politiche e sociali avanzate con l'accordo dei tre partiti popolari (comunista, socialista e democristiano). Per gli azionisti e i socialisti invece il fulcro delle riforme consisteva nella estromissione della monarchia e di tutta la classe dirigente compromessa con il fascismo e del potere economico che del fascismo aveva beneficiato. Per contro, le aspirazioni di Bonomi e De Gasperi come rappresentanti di tendenze più moderate (socialdemocrazia per Bonomi e cristianesimo democratico per De Gasperi) erano di rendere questo processo il più morbido possibile, evitando una rottura traumatica con il passato.
Tuttavia nella Resistenza italiana, in una parte della componente maggioritaria comunista, erano ancora molto presenti elementi contraddittori come il mito di Stalin, accostato a ideali libertari («viva la libertà! viva Stalin!» fu il grido in punto di morte di molti partigiani) e dell'Unione Sovietica, alla quale si ascriveva il merito essenziale della vittoria e il cui modello di governo veniva descritto come «forma superiore di democrazia», nella quale si presumeva esistesse una apertura alla partecipazione popolare: alla contraddizione più evidente, quella fra il modello sovietico e la linea ufficiale del PCI, fu tentato di porre rimedio proponendo la "democrazia sovietica" quale chiave di interpretazione della "democrazia progressiva" che il partito propugnava per l'Italia.
La posizione ambigua della dirigenza comunista non favorì l'abbandono definitivo di velleità combattentistiche fra coloro che consideravano la vittoria militare contro i nazifascisti solo il presupposto per un nuovo ordine politico, e che non abbandonarono la speranza di uno sbocco rivoluzionario della situazione politica del dopoguerra. Peraltro, sia da parte comunista sia da parte azionista, sussisteva qualche diffidenza sulle intenzioni delle future istituzioni italiane, considerando necessario mantenere una funzione di vigilanza nel caso di un ritorno delle forze reazionarie. La consegna delle armi agli alleati fu quindi riluttante; rilevanti quantitativi di armi ed equipaggiamenti vennero in molti casi occultati, con la tacita approvazione dei capi partigiani comunisti del Nord Italia.
I contrasti interni al Partito d'Azione, la politica togliattiana del compromesso e dell'accordo con la Democrazia Cristiana e la volontà dei partiti moderati (democristiani e liberali), supportati dagli Alleati occidentali, di frenare le spinte radicali del movimento partigiano e delle forze di sinistra provocarono la caduta del governo guidato da Ferruccio Parri, in carica dal 21 giugno 1945 al 4 dicembre 1945 ed espressione politica dei partiti del Comitato di Liberazione Nazionale, inaugurando la fase di governi guidati da De Gasperi, preludio alla svolta politico-elettorale dell'aprile 1948 che avrebbe portato all'emarginazione delle componenti progressiste maggioritarie all'interno della Resistenza.
Queste spaccature si riflessero poi anche nella divisione di quella che inizialmente era l'unica associazione di partigiani italiani: l'Associazione Nazionale Partigiani d'Italia, dalla cui scissione nacquero la Federazione italiana volontari della libertà di area cattolica e badogliana, e la Federazione italiana delle associazioni partigiane, nella quale si collocarono gli esponenti del Partito d'Azione.

### Le complicate relazioni con i movimenti di liberazione jugoslavi
Nelle province del Nordest i gruppi della Resistenza italiana, nella organizzazione della lotta armata contro il nazifascismo, dovevano affrontare anche il problema di come rapportarsi con le formazioni partigiane slovene e croate, operanti nelle province di Gorizia, Trieste, Pola e Fiume, che già dal 1942 erano state coinvolte in cruenti scontri armati con reparti del Regio Esercito Italiano, allora ancora agli ordini di Mussolini. 
Nelle province di Gorizia e di Trieste i vertici politici dei movimenti di resistenza italiana convennero sulla necessità di coordinare gli sforzi alla frontiera alto-adriatica e a tal fine organizzarono varie riunioni per accordarsi a tal proposito. Il perfezionamento di tali accordi fu però assai arduo e continuamente soggetto a variazioni a causa delle rilevanti differenze di vedute tra le parti coinvolte. 
Il Partito comunista sloveno pretendeva l’accettazione della annessione alla Slovenia dei territori compattamente sloveni, conquistati dalle sue formazioni partigiane. Da parte sua il Partito comunista italiano era propenso ad accogliere le pretese del Partito comunista sloveno, ed a rimandare al dopoguerra la decisione sulla assegnazione dei territori nazionalmente misti. La Democrazia cristiana e il Partito d’Azione di Trieste insistevano sul mantenimento del confine stabilito dal trattato di Rapallo (1920), che aveva assegnato al Regno d’Italia un territorio abitato da circa 500.000 jugoslavi (sloveni e croati), successivamente perseguitati dal regime fascista, e che era stato violato dal Regno d’Italia con l’invasione della Jugoslavia. La persistenza di tali divergenze complicò in modo pesante la definizione di strategie comuni, e spesso diede origine a situazioni conflittuali che produssero anche eventi tragici.
Nelle province di Pola e di Fiume Il movimento popolare di liberazione in Istria e nel Quarnero a egemonia comunista impose il proprio monopolio nella guerra contro il nazifascismo, considerando come un fatto compiuto l’annessione dell’Istria e di Fiume alla futura Jugoslavia di Tito, e impedendo agli antifascisti italiani di organizzare formazioni partigiane autonome.

## I caduti della Resistenza e le vittime della repressione nazifascista

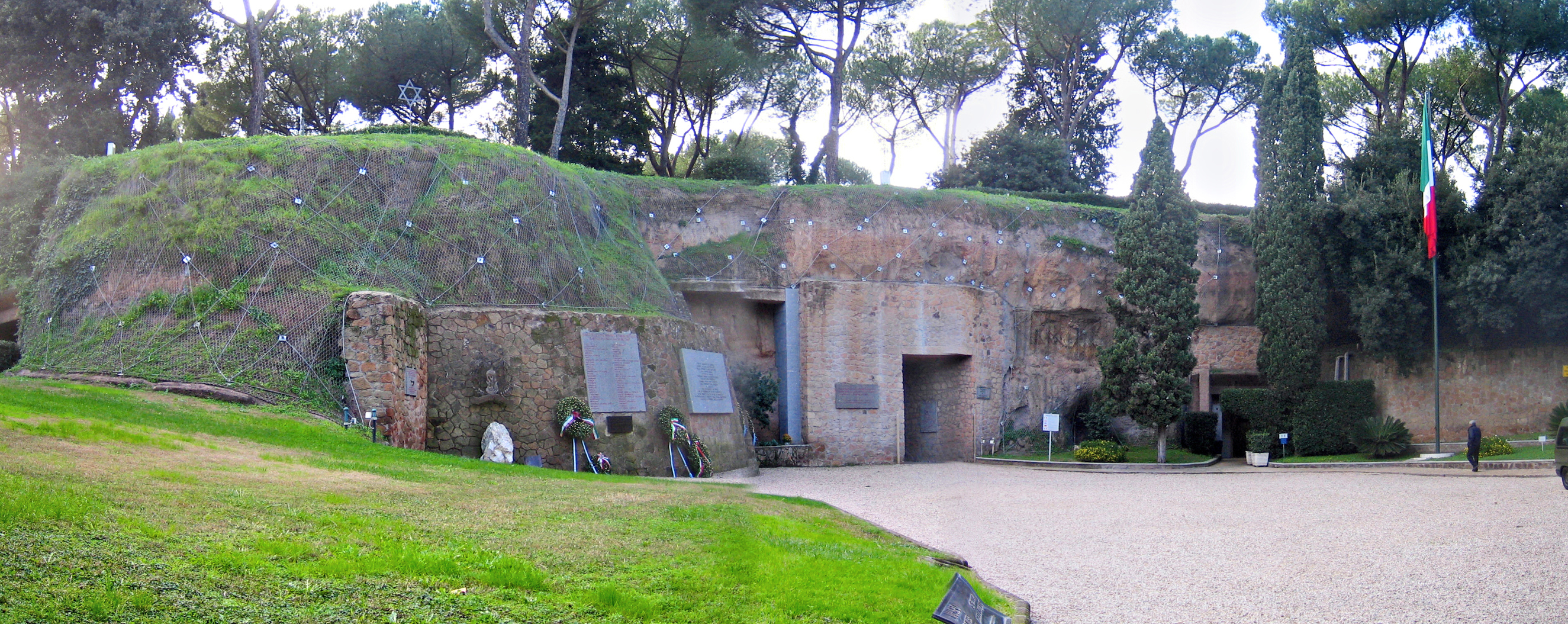
Entrata delle Fosse Ardeatine, luogo del tragico eccidio nazista del 24 marzo 1944

Secondo alcune fonti, i caduti per la Resistenza italiana (in combattimento o uccisi a seguito della cattura) sarebbero stati complessivamente circa 45 000; altri 20 000 sarebbero rimasti mutilati o invalidi; i soldati regolari morti nelle formazioni che combatterono accanto agli Alleati nella Campagna d'Italia furono invece circa 3.000.
Le donne partigiane combattenti sarebbero state 35.000, mentre 70.000 fecero parte dei Gruppi di difesa della donna; 4.653 di loro furono arrestate e torturate. 2.750 furono deportate in Germania, 2.812 fucilate o impiccate; 1.070 caddero in combattimento; 19 vennero decorate con la medaglia d'oro al valor militare.
I civili deportati dai tedeschi furono circa 40 000, di cui 7 000 ebrei; i sopravvissuti furono circa il 10%; dei 2 000 deportati ebrei dal ghetto di Roma il 16 ottobre 1943 tornarono vivi solo in quindici. Tra i soldati italiani che dopo l'Armistizio di Cassibile dell'8 settembre si trovarono a combattere, privi di direttive precise, contro la Wehrmacht sul territorio nazionale o nelle regioni occupate morirono in circa 45 000 (esercito 34 000, marina 9 000 e aviazione 2 000): 20 000 nei combattimenti subito dopo l'armistizio, 10 000 nei Balcani, 13 400 nei trasporti via mare.
Secondo alcuni studi, furono invece circa 40 000 i militari italiani che morirono nei lager nazisti, su un totale di circa 650.000 che fu internato in Germania e Polonia dopo l'8 settembre e che, per la maggior parte (il 90% dei soldati e il 70% di ufficiali), rifiutarono le periodiche richieste di entrare nei reparti della RSI in cambio della liberazione.
Si stima che in Italia nel periodo intercorso tra l'8 settembre 1943 e l'aprile 1945 le forze tedesche (sia la Wehrmacht sia le SS) e le forze della Repubblica Sociale Italiana compirono più di 400 stragi (uccisioni con un minimo di otto vittime), per un totale di circa 15 000 caduti tra partigiani, simpatizzanti per la Resistenza, ebrei e cittadini comuni; i civili non combattenti uccisi dalle forze nazifasciste in operazioni di repressione, rastrellamento e rappresaglia furono circa 10 000.

## Aspetti controversi della Resistenza

### Mancati processi ai nazifascisti nel dopoguerra
Molti procedimenti giudiziari relativi a stragi compiute dai nazifascisti non furono portati avanti nel dopoguerra, tanto che furono comminate tre successive amnistie. La prima, intervenuta il 22 giugno 1946 e detta "amnistia Togliatti"; la seconda approvata il 18 settembre 1953 dal governo Pella che approvò l'indulto e l'amnistia, proposta dal guardasigilli Antonio Azara per tutti i reati politici commessi entro il 18 giugno 1948; la terza approvata il 4 giugno 1966.
Le motivazioni dei mancati processi furono varie: la Germania Ovest era dal 1952 alleata con l'Italia sotto l'ombrello della NATO, per cui non risultava politicamente opportuno dare risalto a episodi coinvolgenti cittadini tedeschi. Sussisteva anche il rischio - giudicato imbarazzante per le istituzioni italiane - che il precedente di un processo in cui si chiedeva la consegna dei criminali di guerra tedeschi avrebbe obbligato l'Italia a consegnare a Stati esteri o a processare internamente i responsabili di crimini di guerra commessi dalle forze italiane durante il ventennio fascista e il periodo della Repubblica Sociale Italiana, sia in territorio nazionale sia straniero, molti dei quali dopo la guerra erano stati riassorbiti all'interno dell'esercito o delle pubbliche amministrazioni.
Durante gli anni sessanta, pertanto, 695 fascicoli riguardanti le stragi nazifasciste in Italia vennero "archiviati provvisoriamente" dal procuratore generale militare e i vari procedimenti furono bloccati, garantendo quindi l'impunità per i responsabili ancora in vita. Solo nel 1994, durante la ricerca di prove a carico di Erich Priebke per la strage delle Fosse Ardeatine, venne scoperta l'esistenza di questi fascicoli (trovati in quello che giornalisticamente è stato definito l'"Armadio della Vergogna") e furono riaperti alcuni dei procedimenti (come quello a carico di Theodor Saevecke, responsabile della strage di Piazzale Loreto a Milano, ove furono fucilati per rappresaglia 15 tra partigiani e antifascisti). La maggior parte delle indagini e delle denunce contenute nei fascicoli non portarono tuttavia a un processo, poiché molti degli indagati risultarono non perseguibili o in quanto già morti o per l'intervenuta prescrizione dei reati loro ascritti.

### Le esecuzioni post-conflitto e le tensioni in seno alla Resistenza
Nel clima dell'insurrezione, e con spinte rivoluzionarie tra la base partigiana comunista, si verificarono anche numerosi eccessi ed esecuzioni sommarie, principalmente di fascisti o collaborazionisti, ma anche di appartenenti a brigate partigiane di diverso colore politico, sacerdoti cattolici o esponenti delle classi sociali conservatrici e anticomuniste. Nei mesi seguenti la liberazione si ebbero fatti sanguinosi, che con intensità calante proseguirono per alcuni anni. Talvolta i responsabili o gli accusati di questi omicidi trovarono rifugio in paesi filosovietici, come la Jugoslavia o la Cecoslovacchia.
Il numero degli uccisi di parte fascista dopo il 25 aprile è stato oggetto di un acceso dibattito, a volte con strumentalizzazioni in sede pubblicistica e politica; bisogna però considerare che il termine effettivo delle ostilità con la Wehrmacht, con cui la RSI era alleata, si ebbe solo il 3 maggio. Gli uccisi di parte fascista tra il 25 aprile e il 3 maggio, quindi, andrebbero considerati come morti durante il conflitto.
Non si dispone, allo stato attuale, di cifre attendibili delle morti fasciste che distingua in modo chiaro tra esecuzioni immediatamente successive alla fine delle ostilità e omicidi, vendette e violenze verificatesi nel clima ancora post-insurrezionale dei mesi successivi. Da parte neofascista, l'ex ufficiale della Xª Flottiglia MAS e poi senatore del Movimento Sociale Italiano Giorgio Pisanò parlò di 34.500 morti di parte fascista, mentre Bruno Spampanato, aderente alla RSI, primo direttore del Secolo d'Italia e deputato del MSI, parlò addirittura di 200 000 morti.
Queste cifre non sono mai state giustificate da fonti ritenute attendibili. Durante la seduta parlamentare dell'11 giugno 1952, il ministro dell'interno Mario Scelba, democristiano, parlò di 1.732 persone uccise per motivi politici nell'immediato dopoguerra.
(Luciano Lama - "ex partigiano")
(Ermanno Gorrieri — ex partigiano cattolico)

Secondo un'indagine della Direzione generale di Pubblica sicurezza, svolta alla fine del 1946, le persone uccise perché "politicamente compromesse" con il regime fascista sarebbero state invece 8.044. A questo numero vanno aggiunte 1.180 persone "prelevate e presumibilmente soppresse", per un totale di 9.224. Questa cifra si accorda con l'entità di quelle dichiarate nel 1948 al Senato da Ferruccio Parri, che parlò di un numero di morti compreso tra 10.000 e 15.000, secondo le indagini da lui fatte condurre quando era al governo. Gli storici contemporanei nel complesso concordano con queste cifre e valutano i morti fascisti o simpatizzanti intorno ai 10-12.000.
(Gianni Oliva, La resa dei conti)
Le ragioni di questi comportamenti sono molteplici: desiderio di vendetta dopo tanti lutti e sofferenze, odio sociale e ideologico, ma soprattutto il timore che, dopo la fine della fase insurrezionale, i criminali fascisti non venissero puniti in modo adeguato o che addirittura rimanessero impuniti.
(Gianni Oliva, La resa dei conti)

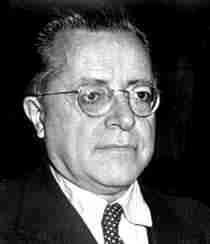
Palmiro Togliatti, in qualità di ministro di grazia e giustizia firmò l'omonima amnistia per i reati politici.

Successivamente alla "normalizzazione" postbellica, alcuni partigiani vennero sottoposti a processi per presunte "stragi" e "assassinii" compiuti nella Liberazione: il tema della persecuzione dei partigiani da parte della magistratura e delle forze politiche su cui si fondava la Repubblica divenne un argomento di discussione ricorrente per molte forze di sinistra, soprattutto per contrasto con l'impunità di cui godettero molti ex fascisti che si erano macchiati di reati molto gravi..
I governi della Repubblica effettuarono una epurazione molto parziale, soprattutto nella pubblica amministrazione e nelle strutture economiche, a causa di necessità politiche di pacificazione che ebbero il loro culmine nell'amnistia firmata dal ministro di grazia e giustizia Palmiro Togliatti il 22 giugno 1946, che fu seguita, il 7 febbraio 1948, da un decreto del sottosegretario alla Presidenza del Consiglio Giulio Andreotti con cui si estinguevano i giudizi ancora in corso.
Tra gli importanti personaggi della RSI che videro ridotte le loro pene: i funzionari fascisti che collaborarono alla cattura di Giovanni Palatucci (il commissario di polizia che aiutò la fuga di migliaia di ebrei); il comandante della Xª Flottiglia MAS Junio Valerio Borghese; il maresciallo Rodolfo Graziani.

## Città decorate per il contributo dato alla guerra di liberazione
Alla fine della guerra di liberazione la neonata Repubblica ha sentito l'obbligo di "segnalare come degni di pubblico onore gli autori di atti di eroismo militare" (come riporta il Regio Decreto 4 novembre 1932, n. 1423 e successive modificazioni), oltre che ai singoli combattenti, anche alle istituzioni territoriali, le Città, i Comuni, intere Regioni, Università, con la decorazione al valor militare.
Anche medaglie al merito civile, istituite con L. 20 giugno 1956, n. 658, modificata dalla L. 15 febbraio 1965, n. 39, sono state conferite a città e province per il contributo dato alla guerra di liberazione.

## Discografia
- 1995 – Materiale resistente (I dischi del mulo)
- 2010 - Materiali resistenti

## Filmografia

### Documentari
- "Fascist Legacy", di particolare importanza per comprendere la formazione dell'attività partigiana ai confini orientali italiani ed in Jugoslavia, il documentario tratta in generale delle invasioni italiane in terra straniera volute dal fascismo con una sezione dedicata al periodo storico di dopo armistizio;
- "La Resistenza della memoria", regia di Danilo Caracciolo costituito da due parti "Lame, la porta della memoria" e "Lontano dagli eroi vicino agli uomini";
- "Donne nella Resistenza non armata a Roma e in Sabina", testimonianze dirette di lotta antifascista di Giulia D'Ovidio e Giovanna Marturano, contributi di Walter De Cesaris e Sandro Portelli, regia Giuliano Calisti, Edizione e Montaggio Francesco Giuliani, Riprese e voce illustrante Claudia Calisti, consulenza storica Giliano Calisti Silvio Antonini;
- "Roma da un'estate all'altra", sull'occupazione nazista della città;
- "Staffette", un documentario sulla Resistenza delle donne in Italia, regista Paola Sangiovanni, produttrice Laura Cafiero;
- " Rukà ob ruku - Fianco a fianco. Partigiani sovietici nella Resistenza italiana", di Marcello Varaldi e Anna Roberti, prodotto dall'Associazione culturale Russkij Mir di Torino:
- " Nicola Grosa Moderno Antigone. Indagine sui partigiani sovietici morti in Piemonte durante la Resistenza", di Mario Garofalo e Anna Roberti, prodotto dall'Associazione culturale Russkij Mir di Torino;
- " Comandante Max", documentario biografico sull'esperienza partigiana di Massimo Rendina, di Claudio Costa;
- " L'uomo dai quattro nomi - Mario Fiorentini racconta la resistenza", documentario biografico sull'attività partigiana di Mario Fiorentini componente dei GAP di Roma;
- " Il Ribelle. Guido Picelli eroe scomodo", l'avventura di un libertario che visse da protagonista la storia del '900 battendosi per l'affermazione della giustizia sociale contro ogni forma di totalitarismo.